# Koblenzer Karneval

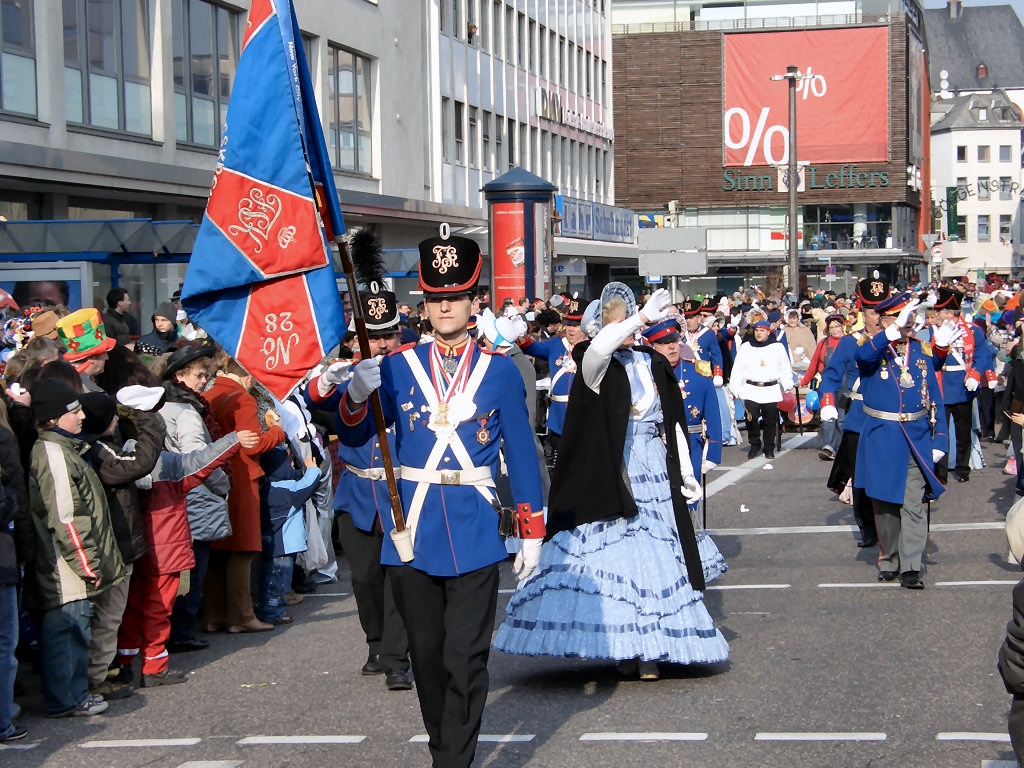
Rosenmontagszug 2005

Der Koblenzer Karneval, auch Kowelenzer Faasenacht, ist der Name für das in der Stadt Koblenz gefeierte Fest des Karnevals. Der Koblenzer Karneval feiert den Rheinischen Karneval und wurde zum Bundesweites Verzeichnis des immateriellen Kulturerbes im Sinne des Übereinkommen zur Erhaltung des Immateriellen Kulturerbes der UNESCO aufgenommen.
Der Grundsatz:
An dem Brauchtum lasst uns halten
eingedenk der Eigenart
dass die Welt nur kann gestalten
wer die Werte sich bewahrt

## Ablauf
Die Fünfte Jahreszeit in Koblenz beginnt, wie in allen rheinischen Karnevalshochburgen, am Elften Elften um Elf Uhr Elf mit Auftaktveranstaltungen. Die Proben der Tanzgruppen, das Einstudieren der Büttenreden und das intensive Wagenbauen dauern meistens das ganze Jahr. Mit zahlreichen von den lokalen Karnevals- und Möhnengesellschaften organisierten Prunksitzungen und Maskenbällen stimmen sich die „Kowelenzer Schängelcher“ auf die Karnevalswoche von Schwerdonnerstag/Weiberfastnacht bis Aschermittwoch ein. An Rosenmontag findet der Rosenmontagszug durch die Koblenzer Altstadt statt. Einige Stadtteile veranstalten jedoch zusätzlich eigene Karnevalszüge am Karnevalssonntag, teilweise nehmen deren Teilnehmer mit ihren Festwagen dann auch am Rosenmontagszug in der Innenstadt teil.

2011 Ausgabe
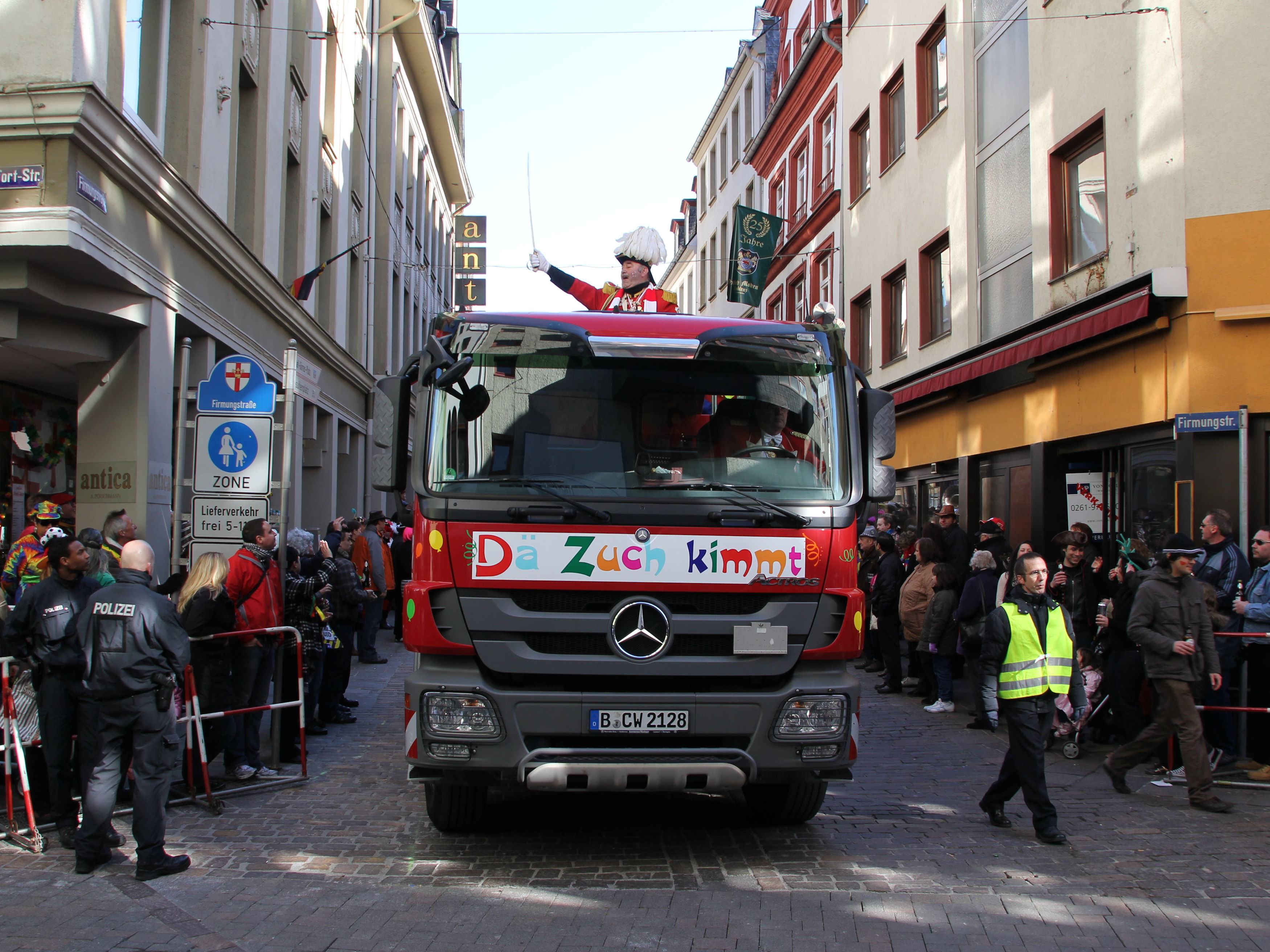
Rosenmontagszug 2011
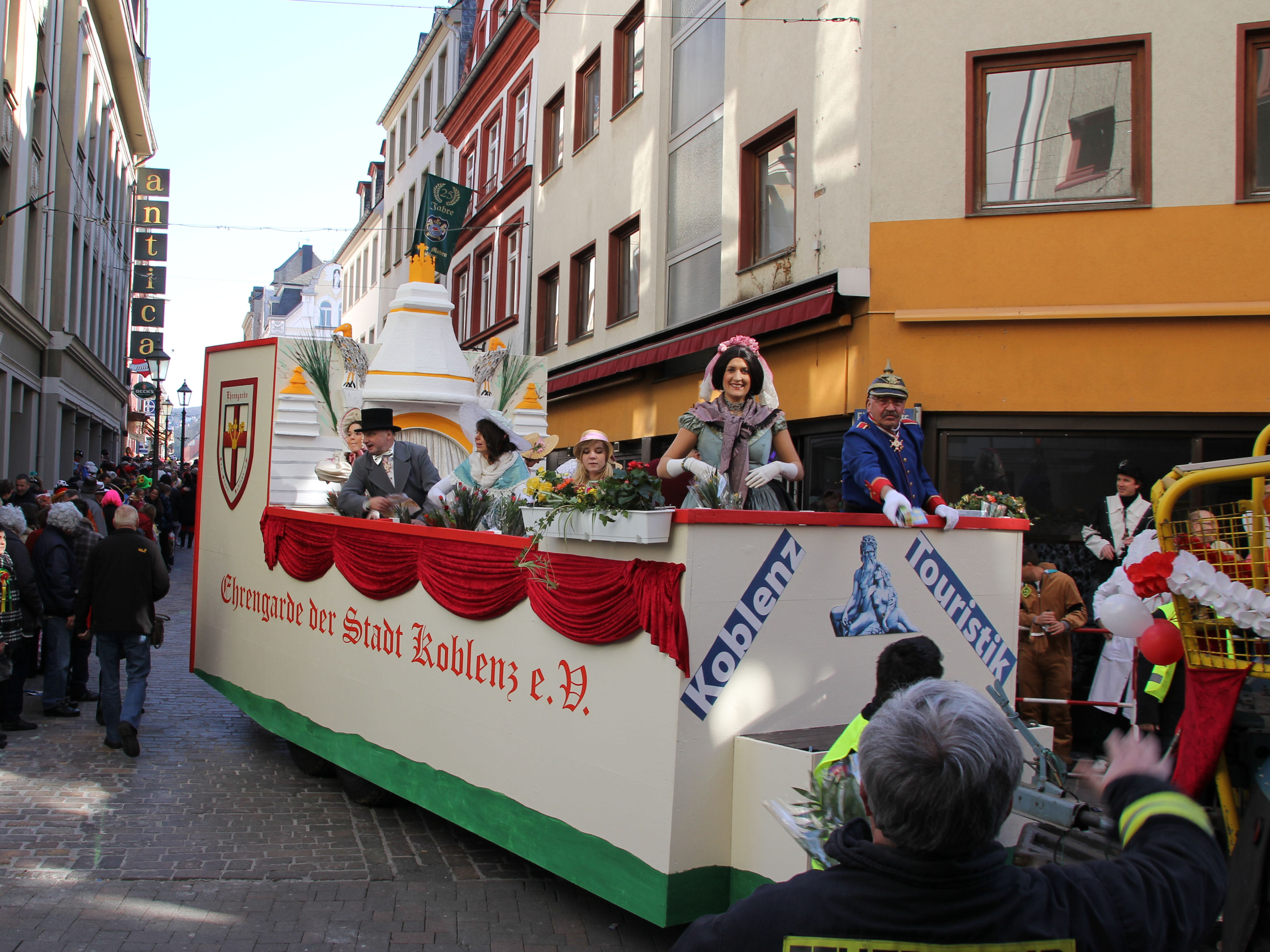
Rosenmontagszug 2011
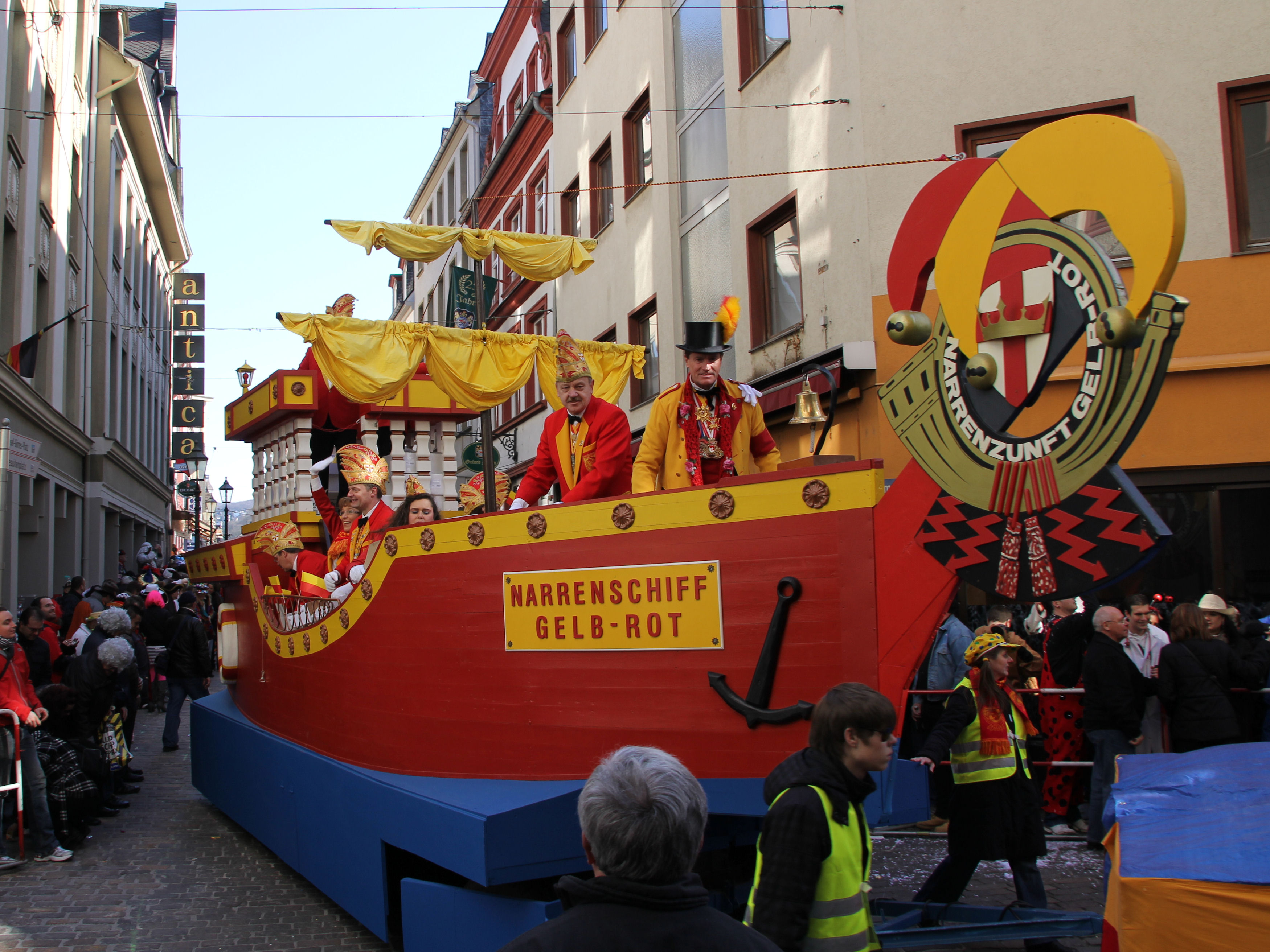
Rosenmontagszug 2011
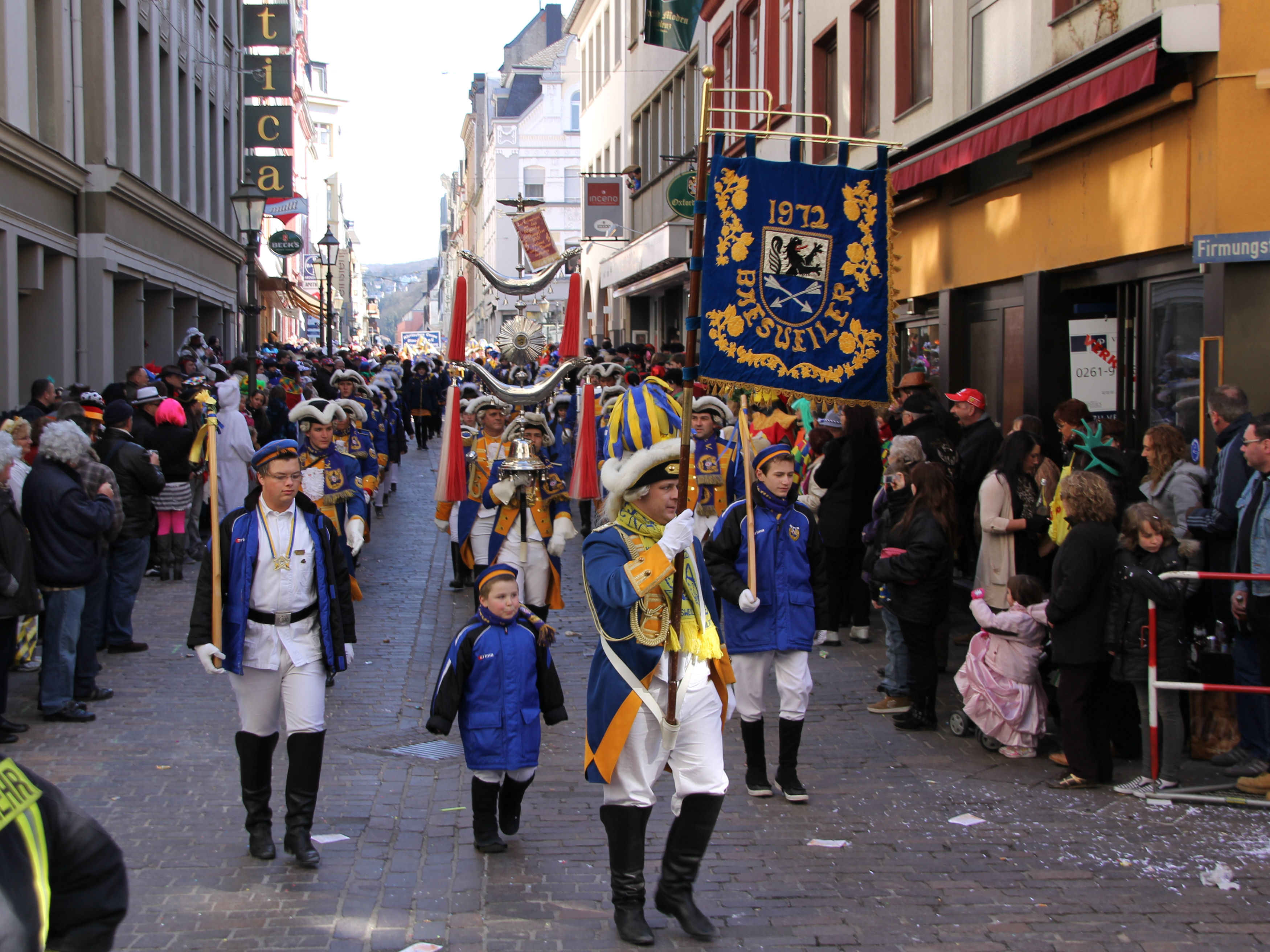
Rosenmontagszug 2011
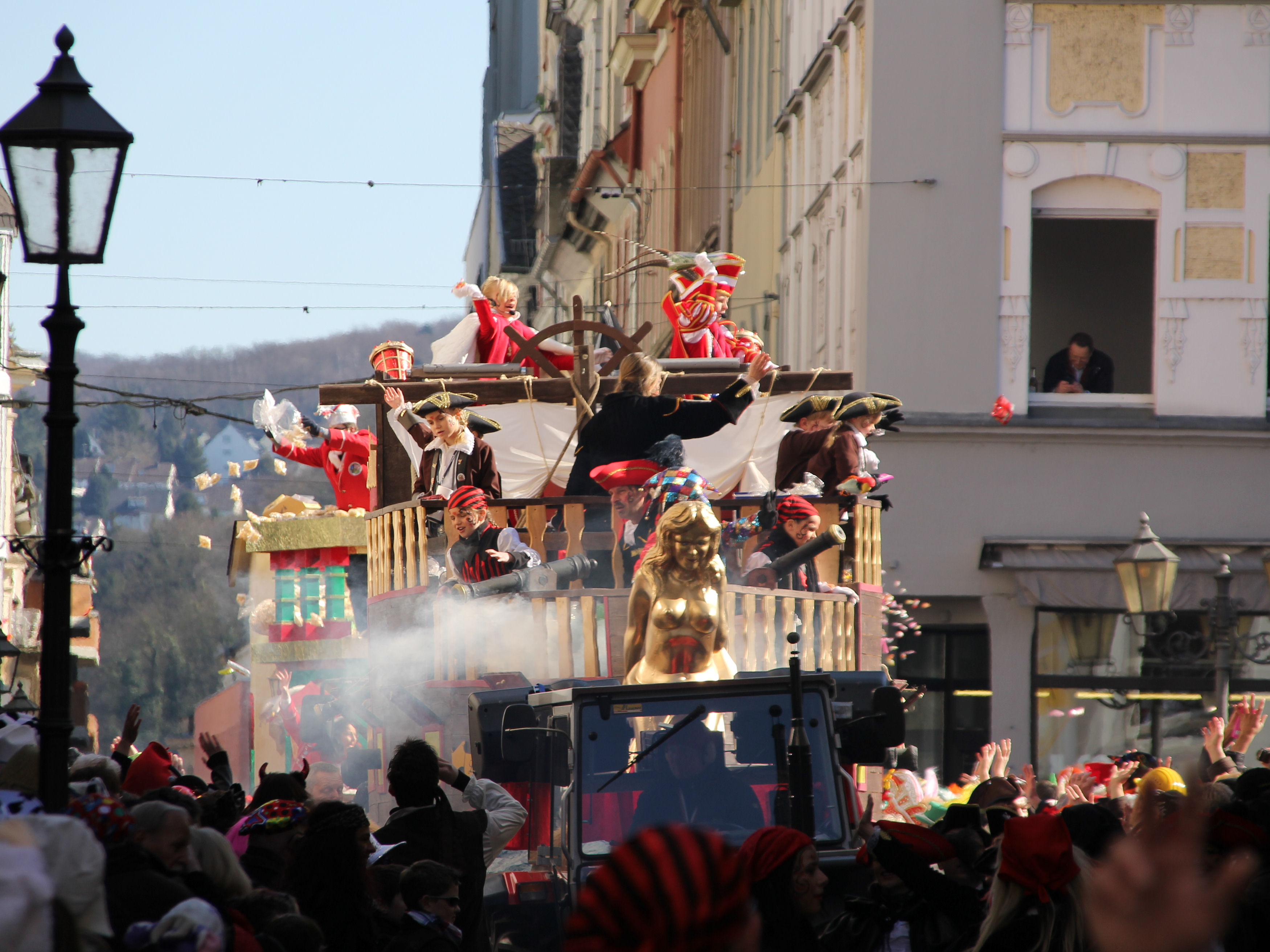
Rosenmontagszug 2011

## Geschichte
Erstmals verbürgt durch den Zisterziensermönch Caesarius von Heisterbach fand seit dem 13. Jahrhundert das Karnevalstreiben am Eck statt; allerdings in den ersten Jahrhunderten unter den Blicken sittenstrenger Kirchenvertreter.
Der mit der Renaissance einhergehende Wohlstand änderte auch den Karneval: Das Narrentreiben wurde weltlicher. Ab dem 16. Jahrhundert stand nun das Wirtshaus mit dem Alkohol und nicht länger die Kirche im Mittelpunkt der närrischen Aktivitäten.
Endgültig zu Grabe getragen wurde der religiös motivierte Karneval mit dem Ausbruch des Dreißigjährigen Krieges. Trotz Zerstörung, Brandschatzung und Tod gelang dem Koblenzer Karneval 1688 die Rückkehr in die Stadt, die nun aber neuzeitlich geprägt war. Prunk und kurfürstliche Pracht bestimmten bis zur Übergabe der Stadt an das napoleonische Frankreich seinen Charakter. Von 1797 an bestimmten die Gedanken der französischen Aufklärung das gesellschaftliche Zusammenleben.
Mit ihr zogen auch die Begriffe Freiheit, Gleichheit und Brüderlichkeit (Liberté, Egalité, Fraternité) in den Karneval ein. Aus dem bisher aristokratischen Karneval wurde nun eine rein bürgerliche Veranstaltung. Napoleons Niederlage und Preußens Aufstieg kennzeichnen einen weiteren, wahrscheinlich den wichtigsten Abschnitt der Koblenzer Karnevalsgeschichte: die von Köln ausgehende Karnevalsreform von 1823. Die Folge dieser Reform waren eine Institutionalisierung des Koblenzer Karnevals 1824 und damit zahlreiche Vereinsgründungen. Nach diesem Vorbild wurde auch mit einem anderen Motto im ganzen Rheinland gefeiert: „Wie wir feiern zeigt unser Befinden“.
Bürgerlicher Eigensinn und der Wille, sich selbst zu organisieren, standen damals schon im Widerspruch zur preußischen Staatsräson, was die weitere Entwicklung der fünften Jahreszeit zu Beginn des 19. Jahrhunderts lähmte. Zwar gelang es den Koblenzern, 1827 einen ersten Fastnachtsumzug zu veranstalten, doch schon bald stießen die veranstalterischen Freiheiten an ihre bürokratischen Grenzen. Kulturkampf und Demokratiestreben – in dieser Zeit auch karnevalistische Themen.
Erst nach 1860 zeichnete sich eine Entspannung zwischen den Narren und der Obrigkeit ab. Der Karneval in Koblenz erfuhr eine erneute aber keineswegs dauerhafte Wiederbelebung. Immer wieder wurde der Koblenzer Karneval durch politische Krisen (wie der Fünfjährige Krieg) und durch das um die Jahrhundertwende aufkommende Desinteresse unterbrochen. Aber der Karneval hatte auch eine wirtschaftliche und touristische Bedeutung. Und so erhielt während der zwanziger Jahre des 20. Jahrhunderts das närrische Treiben in Koblenz einen zusätzlichen Antrieb. Unterbrochen durch den Zweiten Weltkrieg wächst das Interesse bis in die Gegenwart.
Seit der Session 1971/1972 hat Koblenz ein Tollitätenpaar, einen „Prinzen“ und seine Dame Confluentia„“, die zuvor nur getrennt durch die Säle zogen und am Koblenzer Karneval teilnahmen. Karnevalsprinzen existieren in der Kowelenzer Faasenacht bereits seit Ende der 1820er Jahre, die Figur der Dame „Confluentia“ seit 1959 bzw. 1964.
2007 fand der Karnevalsauftakt auf Grund eines Bombenfundes schon am 10. November statt. Die Zehn-Zentner-Bombe wurde am 11. November entschärft und daher die Koblenzer Innenstadt gesperrt.

2011 Zug
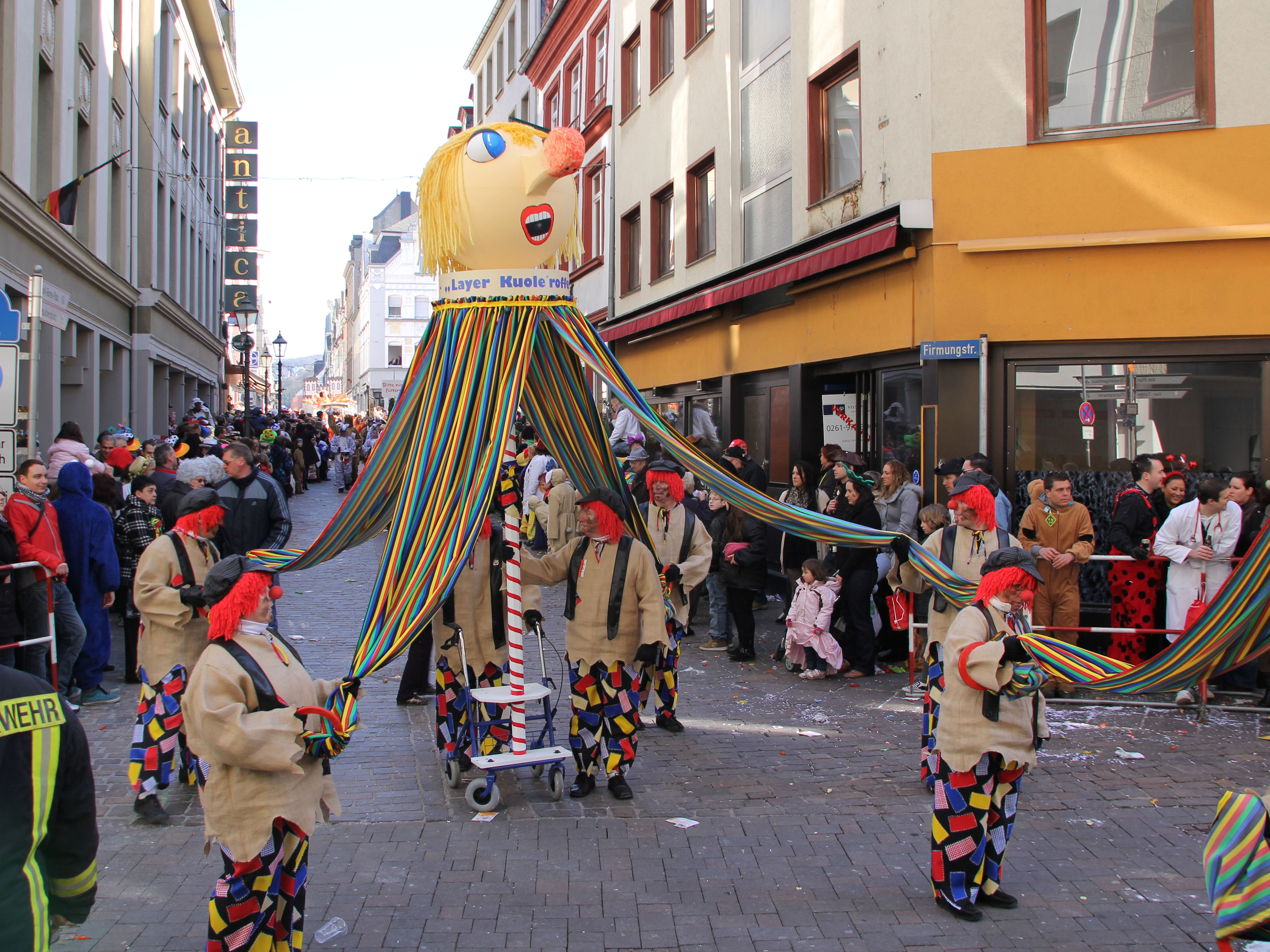
Rosenmontagszug 2011
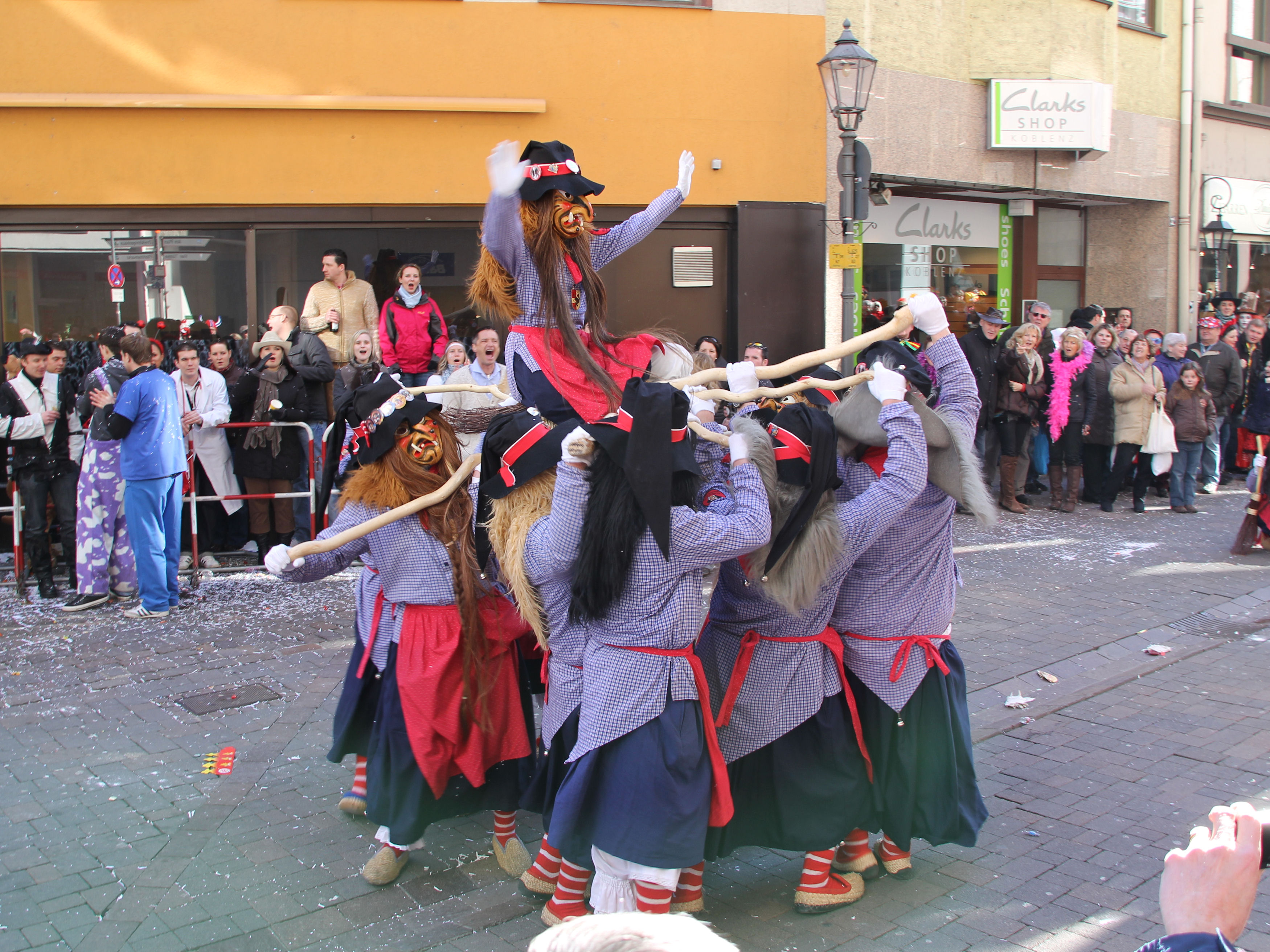
Rosenmontagszug 2011
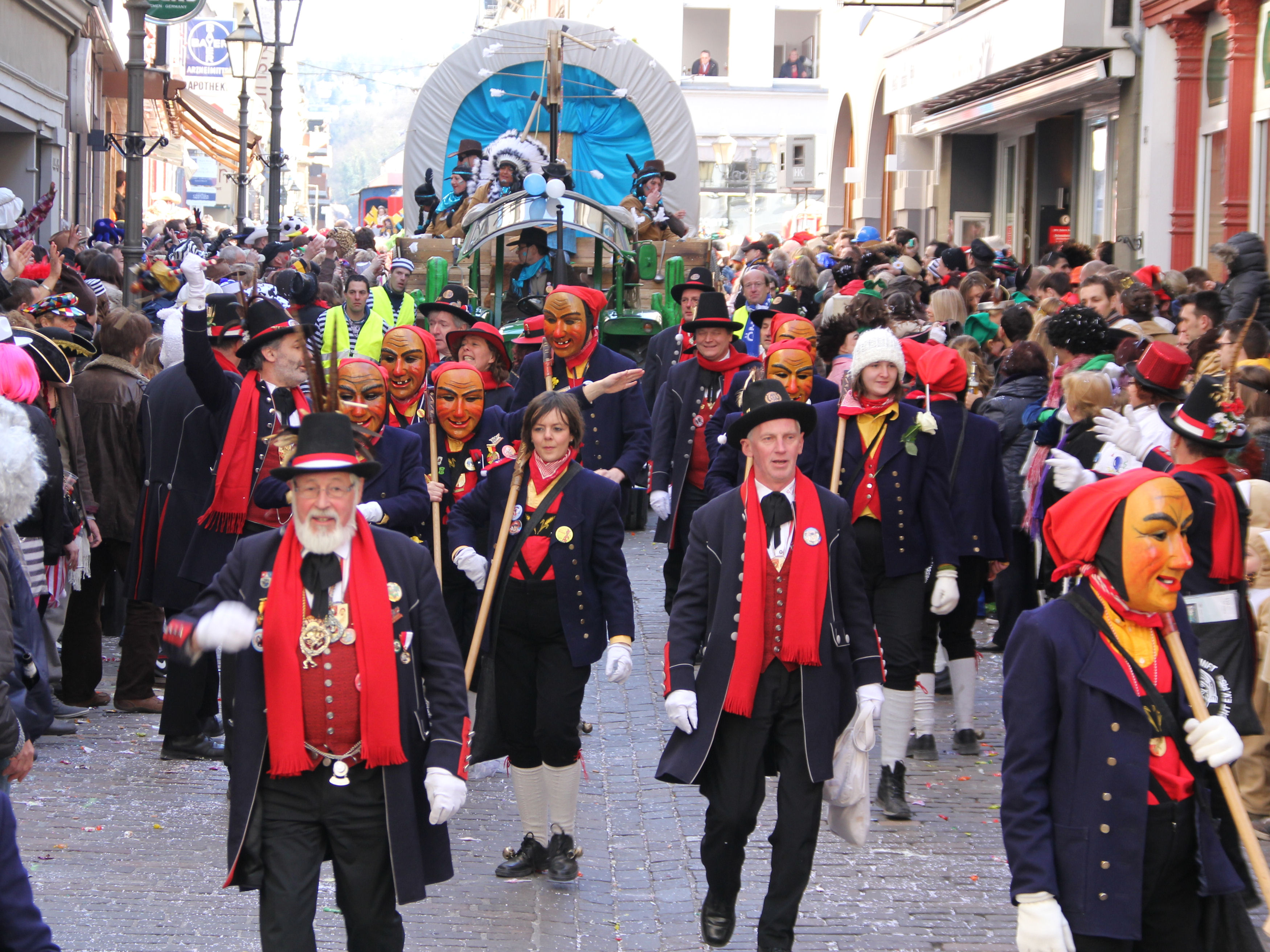
Rosenmontagszug 2011
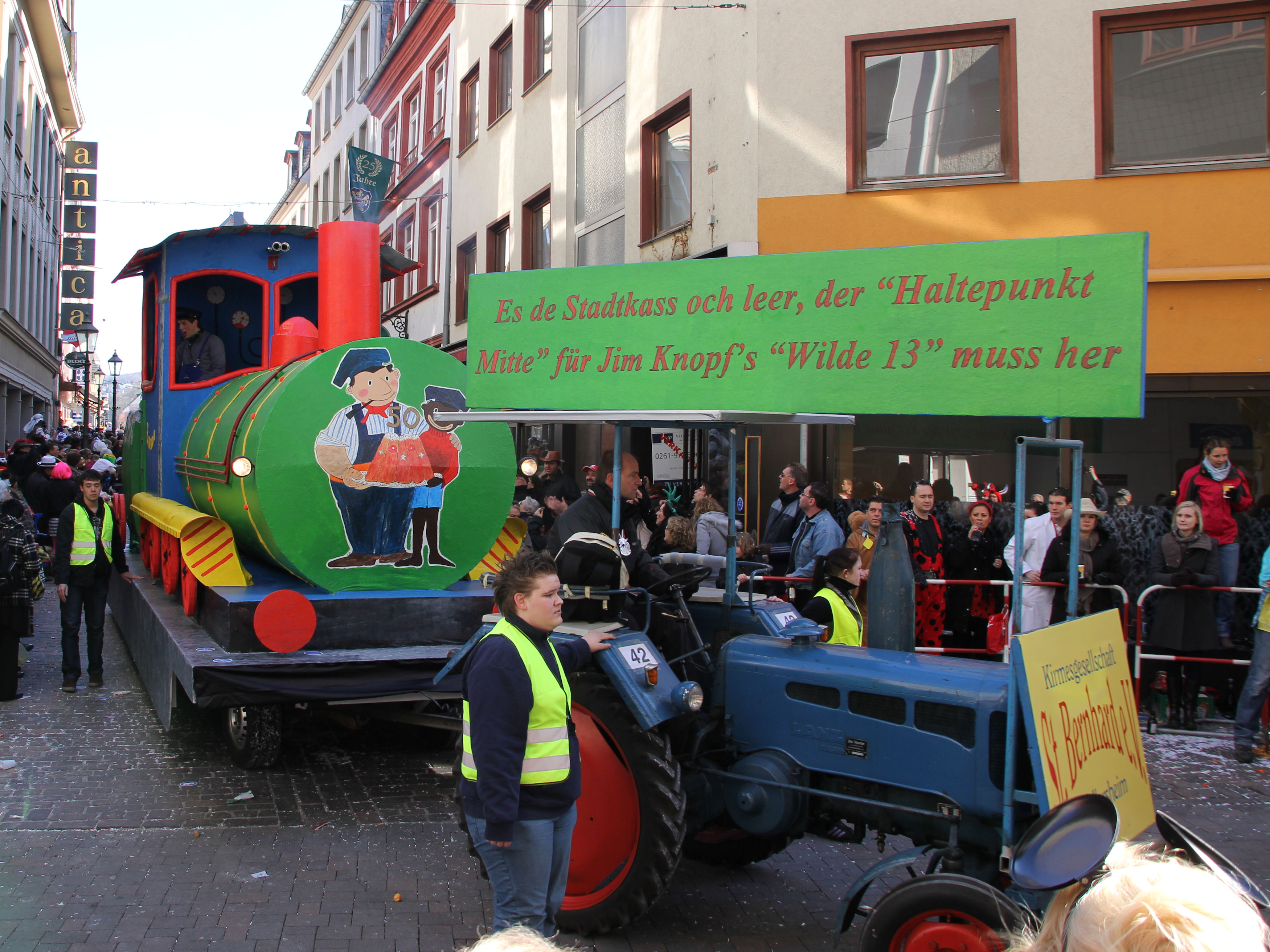
Rosenmontagszug 2011
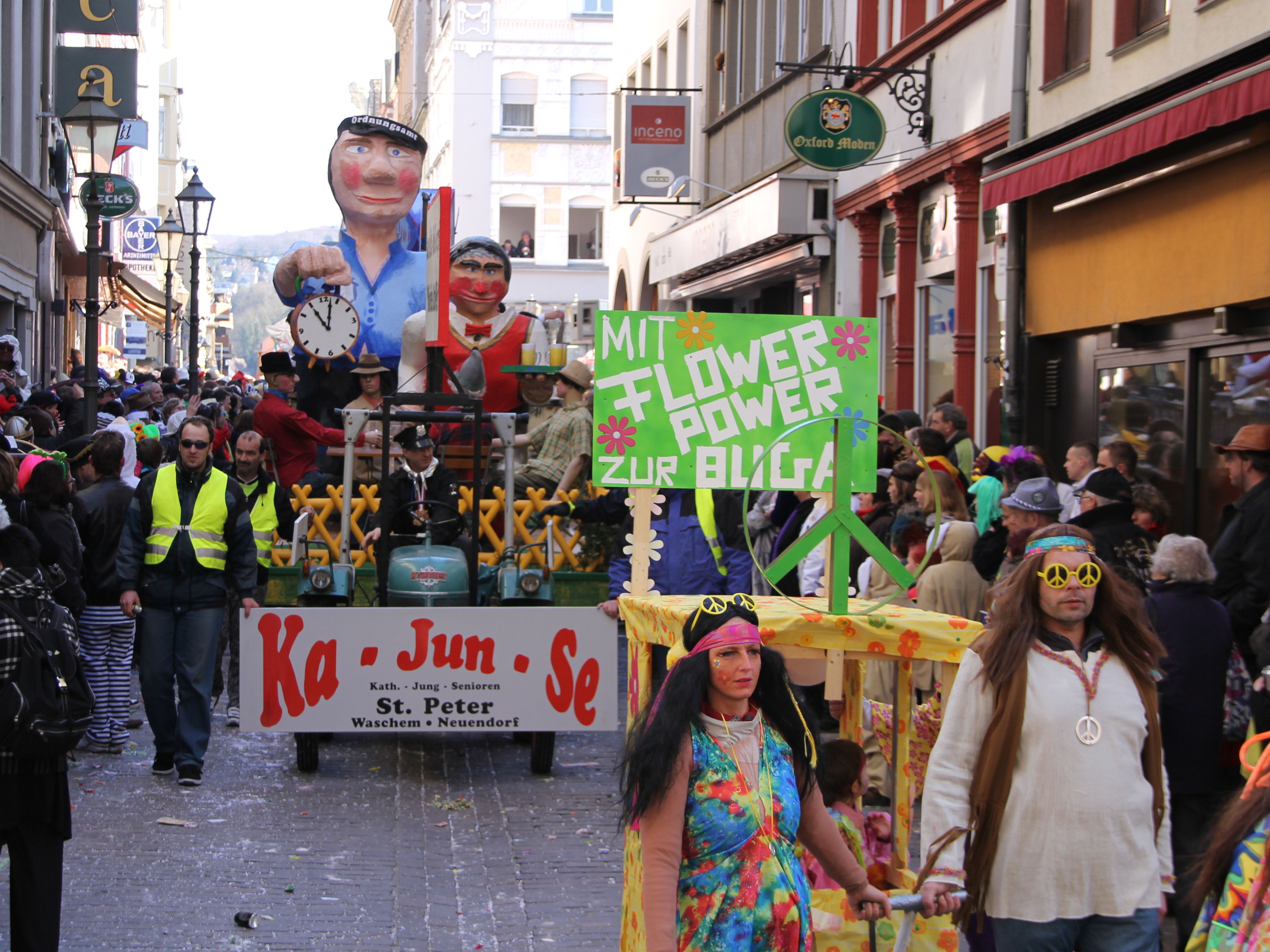
Rosenmontagszug 2011

## Arbeitsgemeinschaft Koblenzer Karneval (AKK)
Die meisten Koblenzer Karnevalsgesellschaften haben sich verbrüdert und sind in der Arbeitsgemeinschaft Koblenzer Karneval (AKK) e. V. zusammengeschlossen. Diese Arbeitsgemeinschaft, kurz AKK genannt, geht Anfang der 1960er Jahre aus dem Arbeitsausschuss und schließlich der Interessengemeinschaft der Koblenzer Karnevalsvereine hervor.
Schon früh nach dem Zweiten Weltkrieg (1948) sind sich die Experten der Rhein-Mosel-Stadt einig: Falls ein neuer Start mit dem Brauchtum, dann nur, wenn die Angelegenheit durch eine Dachorganisation gelenkt wird. Die Koblenzer nämlich sind mit Recht der Meinung, dass nur durch die Zusammenarbeit aller Vereine die Interessen des Einzelnen gefördert werden können, der Mitglied in diesem Ausschuss, der späteren Gemeinschaft ist. Deshalb heißt es auch in den Statuten: Nur so kann das alte heimatliche Volksfest gestaltet werden.
Zweck der AKK ist die Förderung des heimatlichen Brauchtums, der moselfränkischen Mundart und des volkstümlichen Karnevals. Sie organisiert:
- die Sessionseröffnung am 11.11. um 11:11 Uhr,
- die Auswahl der prinzenstellenden Gesellschaft, aus der Prinz Karneval und Dame Confluentia in der Session/Kampagne gestellt werden,
- die Inthronisation der närrischen Tollitäten (Prinz und Confluentia) Anfang Januar,
- die Veranstaltung für Menschen mit Handicap in der Rhein-Mosel-Halle,
- die Durchführung und Organisation der AKK-Schängelschiffe auf einem Schiff der Köln-Düsseldorfer Schifffahrtsgesellschaft mit über 1500 Karnevalisten (früher närrischer Schängel-Express mit der Deutschen Bahn AG); in der Session 2010 fuhren erstmals aufgrund der großen Nachfrage das AKK-Schängelschiff an zwei aufeinanderfolgenden Tagen,
- die Erstürmung der Bundeswehr (ehemals des III. Korps) und Vereidigung der Garden,
- der traditionelle Weinmarkt an Karnevalssonntag und Rosenmontag, die Schlüsselübergabe durch den Oberbürgermeister der Stadt Koblenz,
- die Organisation und Steuerung des Rosenmontagszuges,
- die Preisverleihung für die schönsten Fußgruppen, Motivwagen und Komiteewagen (plus Sonderpreisen),
- sowie die Durchführung des AKK-Frühschoppens im Koblenzer Weindorf jeweils vor den Sommerferien.
- Museumsbetrieb des „Rheinischen Fastnachtsmuseum Koblenz e. V.“ – siehe „Rheinisches Fastnachtsmuseum Koblenz e.V.“

Rosenmontagszug 2011
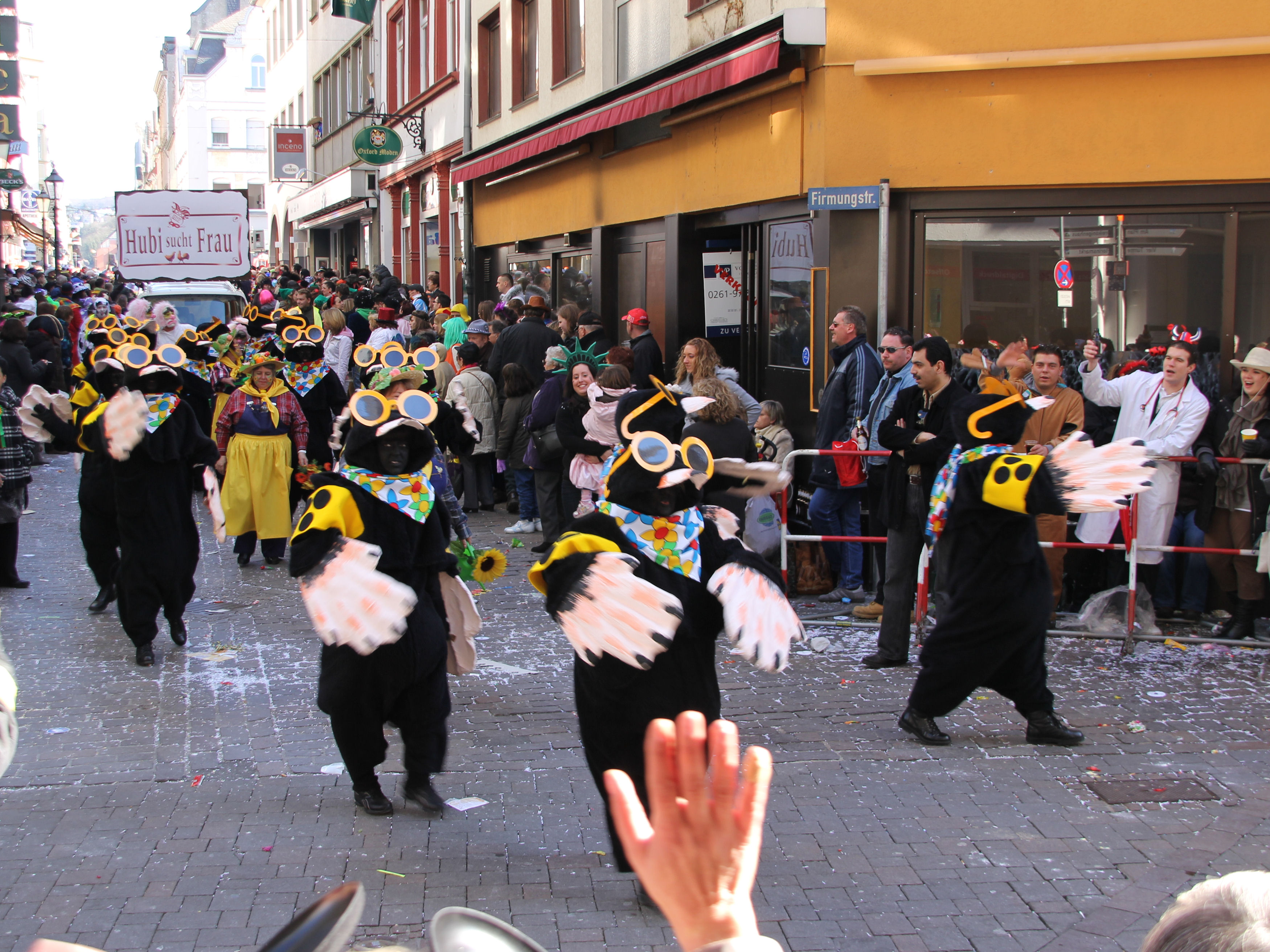
Rosenmontagszug 2011
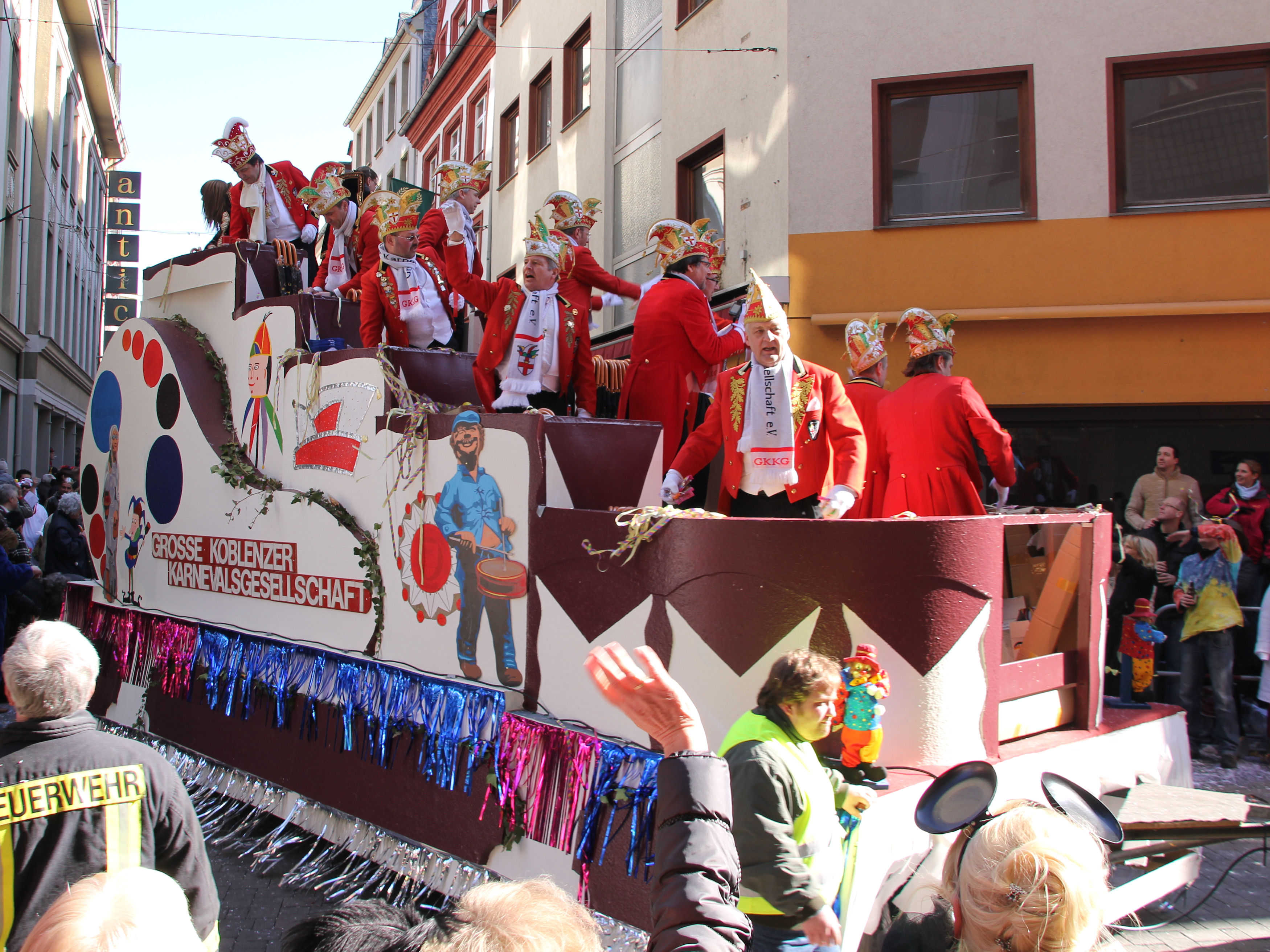
Rosenmontagszug 2011
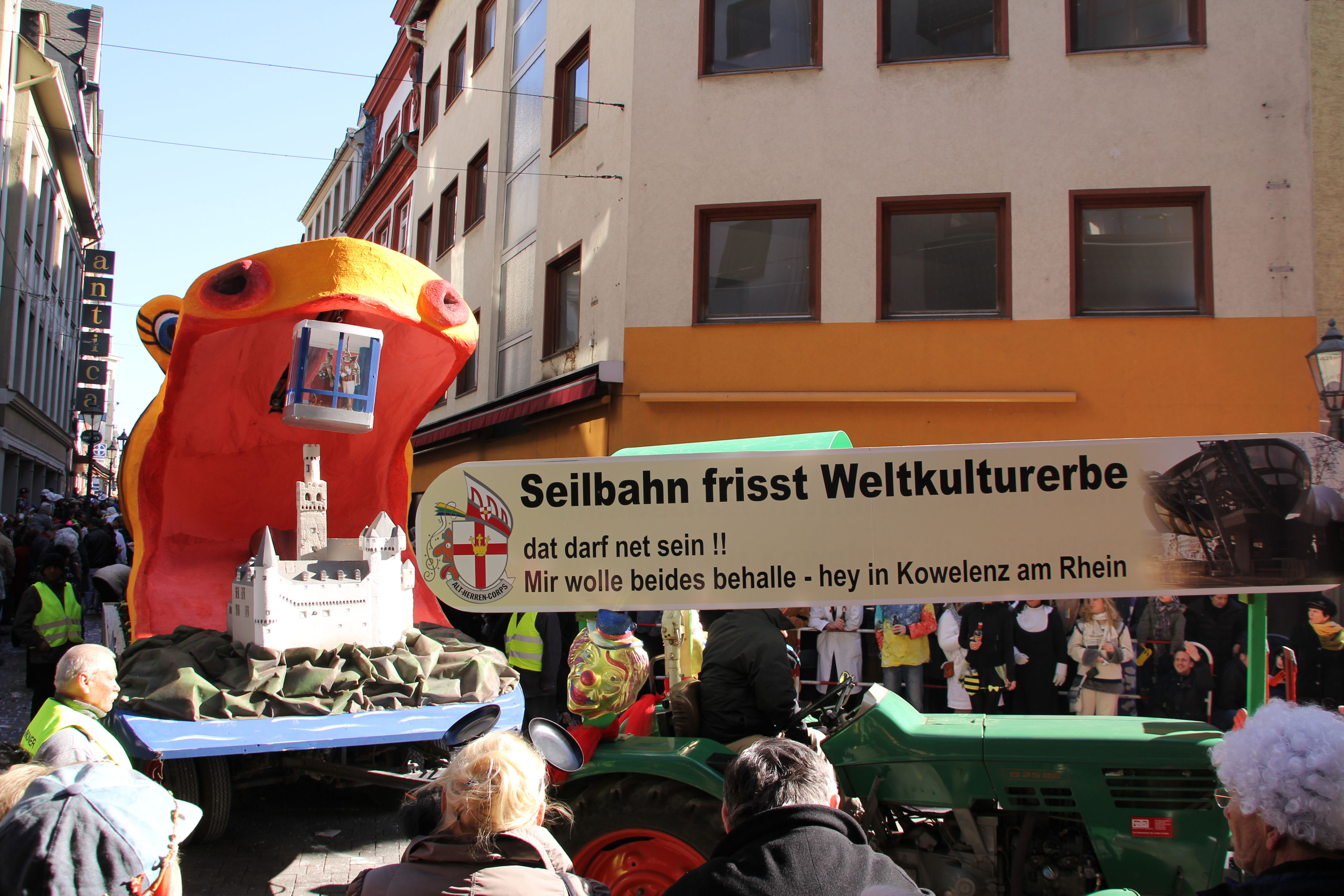
Rosenmontagszug 2011
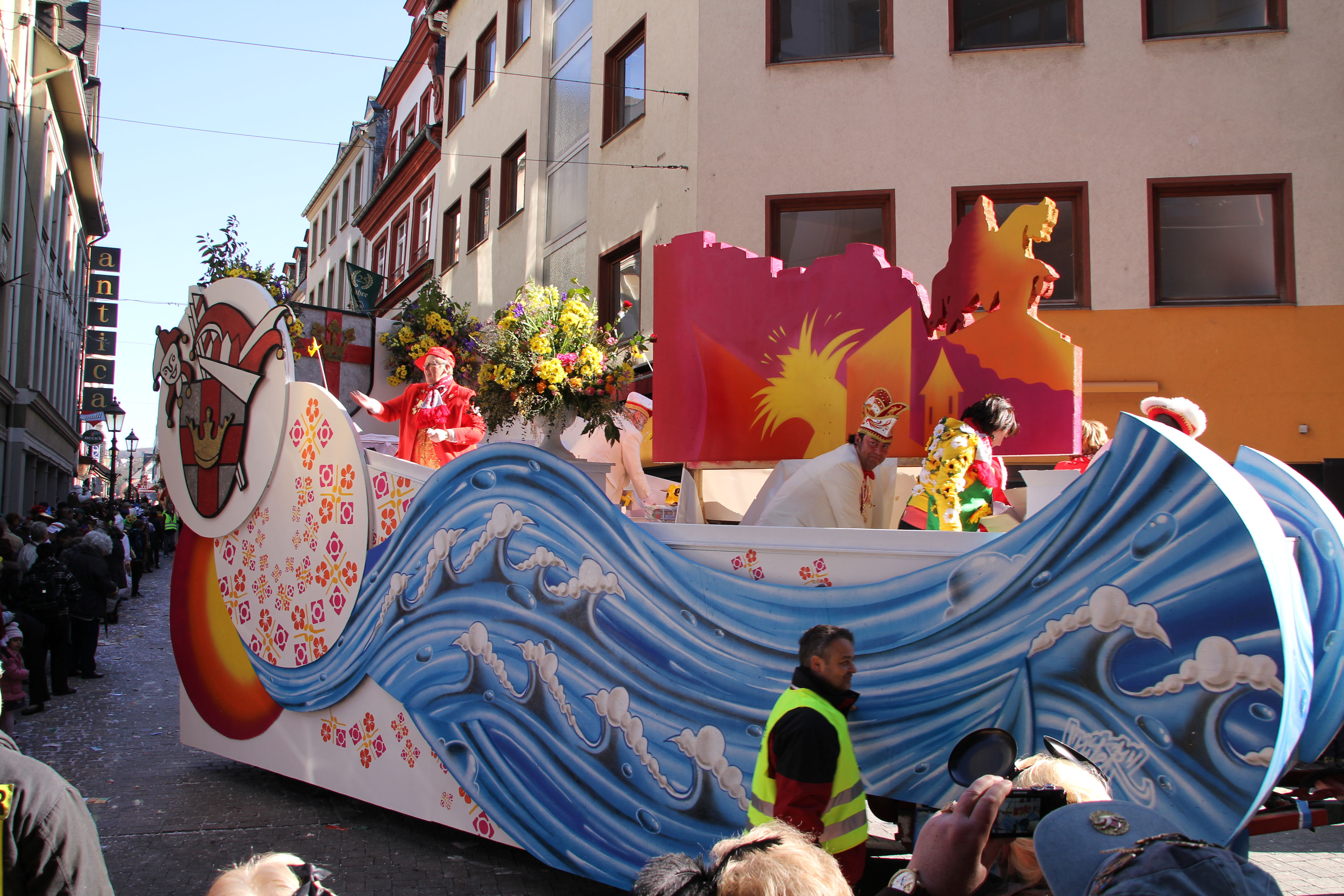
Rosenmontagszug 2011
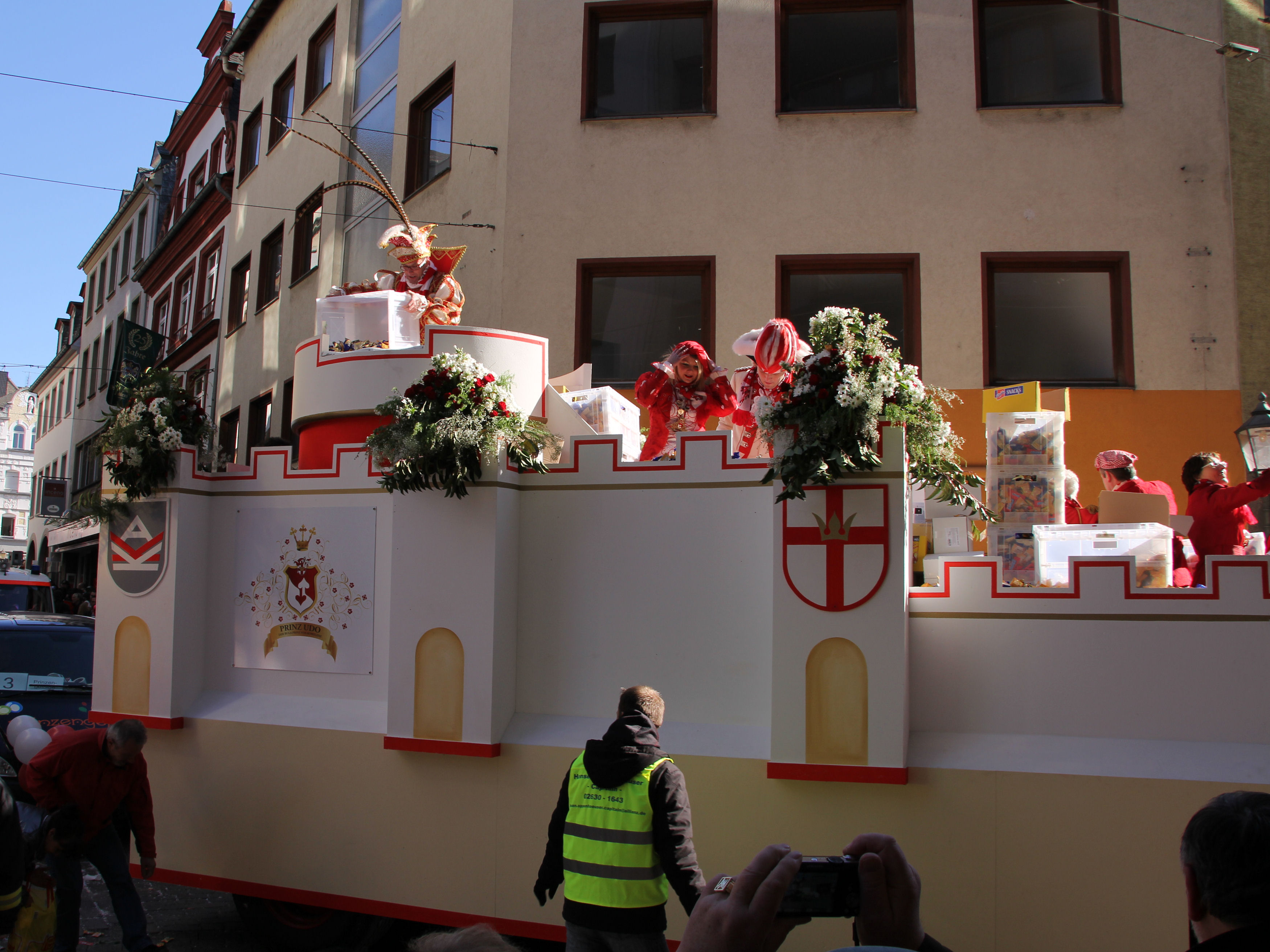
Rosenmontagszug 2011

## Leitung
1. Präsident Peter Seelig 1948 bis 1955
2. Präsident Peter Steffgen 1955 bis 1966
3. Präsident Rudi Reinhardt 1966 bis 1970
4. Präsident Hans Maurer 1970 bis 1974
5. Präsident Heinz Peter Volkert 1974 bis 1978
6. Präsident Gerd Kesseler 1978 bis 1994
7. Präsident Michael Hörter 1994 bis 2002
8. Präsident Rudi Schmidt 2002 bis 2008
9. Präsident Franz-Josef Möhlich 2008 bis 2019
10. Präsident Christian Johann 2019 bis 2023
11. Präsident Andreas Münch seit 30. Mai 2023

Der derzeitige Vorstand der Arbeitsgemeinschaft Koblenzer Karneval e. V. (AKK) setzt sich aus zwölf Personen zusammen, die aus den verschiedensten Koblenzer Korporationen der Karnevals- und Möhnengesellschaften kommen und von den Delegierten der Gesellschaften gewählt werden.
Der derzeitige Vorstand besteht gemäß gültiger Satzung aus:
- Präsident
- Vizepräsident
- Geschäftsführer
- Schatzmeister
- Schriftführer und Presse- und Öffentlichkeitsarbeit
- Künstlerischem Beirat
- Zugmarschall
- und vier Beisitzern für die Bereiche:
- Direktor Rheinisches Fastnachtsmuseum
- Marketing
- Tanz und Jugendarbeit
- Organisation Veranstaltungen
- Medien

## Interessengemeinschaften zur Pflege und Förderung derKowelenzer Faasenacht
- Stammtisch der Koblenzer Ex-Confluentien – Gründung 1994
- Stammtisch der Koblenzer Ex-Prinzen – Gründung 1995
- Förderverein „Rheinisches Fastnachtsmuseum Koblenz e. V.“ – Gründung 1998

## Besondere Auszeichnungen derKowelenzer Faasenachtin alphabetischer Auflistung
- Augenroller des Oberbürgermeisters der Stadt Koblenz
- Dommermuth-Medaille, der Ehrenpreis der Großen Koblenzer, der Nachwuchspreis der Großen, sowie die Nadel für besondere Verdienste (Große Koblenzer Karnevalsgesellschaft seit 1847 e.V.)
- Goldener Schängel (KKG Rot-Weiß-Grün Kowelenzer Schängelcher 1922 e.V.)
- Gölser Flößje sowie das Husarenkreuz mit dem Titel Ehrenhusar (Gülser Husaren e.V.)
- Goldener Harlekin (Narren-Club Waschem 1986 e.V.)
- Goldener Löwe (Narrenzunft Grün Gelb Karthause 1950 e.V.)
- Gold Medaillon (Stammtisch der Koblenzer Ex-Prinzen 1995)
- Großer Verdienstorden (Arbeitsgemeinschaft Koblenzer Karneval (AKK) e.V.)
- Großer Verdienstorden sowie die Hoschemer-Käs-Plakette (Horchheimer Carneval-Verein e.V. gegr. 1952)
- Museumsplakette (Förderverein Rheinisches Fastnachtsmuseum Koblenz e.V.)
- Närrisches Posthorn (Narrenzunft „Gelb-Rot“ 1937 e.V.)
- Nix für überhaupt gar nichts (Lützeler Carnevals Verein 1974 e.V.)
- Pour le Carneval (NC Blau-Weiß e.V.)
- Stern von Koblenz (Mercedes-Benz Niederlassung Koblenz)
- Ehrenkreuz der Funken Rot-Weiß-Gold Metternich (KG Funken Rot-Weiß-Gold Koblenz-Metternich 1946 e.V.)

## Koblenzer Karnevals- und Möhnengesellschaften
In der Reihenfolge ihrer Gründung (chronologisch – sofern bekannt)
- KG Rheinfreunde 1845 e.V. Koblenz-Neuendorf[A 1]
- Große Koblenzer Karnevalsgesellschaft seit 1847 e.V.[A 1]
- Katholischer Leseverein Koblenz e.V.[A 1]
- Dähler Narrenzunft „Bornskrug“ 1881 e.V.[A 1]
- KG Iwwerfiehrte gegr. 1896 e.V.[A 1]
- KKG Rot-Weiß-Grün „Kowelenzer Schängelcher“ 1922 e.V.[A 1]
- Alt-Herren-Corps 1936 Koblenz e.V. (AHC)[A 1]
- Koblenzer Karnevals Funken „Rot-Weiß“ 1936 e.V. – Verein zur Erhaltung rheinischen Brauchtums und rheinischer Geselligkeit[A 1]
- Narrenzunft „Gelb-Rot“ 1937 e.V. Koblenz[A 1]
- KG Funken Rot-Weiß-Gold 1946 e.V., Koblenz-Metternich[A 1]
- Möhnenclub „Die Zufälligen“ e.V. Koblenz-Metternich – Gründung 1946/1947[A 1]
- KC+MC „Grün-Weiß“ 1948 e.V.[A 1]
- KaJuLü Blau-Gelb (Kath. Jugend Koblenz-Lützel)[A 1]
- Möhnenclub „Kesselheimer Wiertschjer“ gegr. 1948 e.V.[A 1]
- Narrenzunft Grün Gelb Karthause 1950 e.V.[A 1]
- AKK – Arbeitsgemeinschaft Koblenzer Karneval e.V. (AKK) – Gründung 1950 (Dachorganisation des Koblenzer Karneval)
- Möhnenclub Koblenz-Neuendorf gegr. 1950 e.V. -aufgelöst 04/2022[A 1]
- Horchheimer Carneval Verein e.V. gegr. 1952 (HCV)[A 1]
- Karthäuser Möhnen 1952 e.V. – Gründung 1952[A 1]
- Koblenzer Stadtmöhnen e.V. – Gründung 1952[A 1] -aufgelöst 03/2018
- Möhnenclub „Gülser Seemöwen“ e.V. – Gründung 1952[A 1]
- Möhnenverein „Fidele Mädcher“ Wallersheim – Gründung 1952[A 1]
- Verein der Heimatfreunde Lay e.V. – Gründung 1952[A 1]
- Vorstadt Möhnen „Ewig Jung“[A 1] - aufgelöst
- Möhnenclub „Rohrer Käuzchen“ 1953 e.V. Koblenz-Metternich[A 1]
- Möhnenclub „Duck-Enten“ gegr. 1955 Koblenz-Moselweiß[A 1] – aufgelöst 12/2015
- Närrisches Corps „Blau-Weiß“ e. V. Koblenz-Niederberg gegr. 1962[A 1][A 2]
- KaJuSaJo – Arbeitskreis Karneval – Kath. Jugend St. Josef – Gründung 1964[A 1]
- Carneval-Club-Korpskommando-Koblenz 1968 e.V. (CCKK)[A 1]
- KC „Kapuzemänner“ Rot-Weiß 1968 e.V., Koblenz-Kesselheim[A 1]
- KG „Blau-Weiß“ Moselweiß e.V. – Gründung 1968[A 1]
- Lützeler Carneval Verein 1974 e.V.[A 1]
- Freundeskreis Koblenzer Stadtsoldaten 1975 e.V.[A 1]
- Carnevalsfreunde Arzheim 1977 e.V.
- Gülser Husaren e.V. – Gründung 1978[A 1]
- KG „Blau-Weiß-Gold“ Koblenz-Rauental – Gründung 1982[A 1]
- Narren-Club Waschem 1986 e.V.[A 1]
- Rude Hähner Karnevals-Club 1987 e.V. (RHKC)
- KuK Rübenach e.V. 1990 Kirmes- und Karnevalsverein[A 1]
- Immendorfer Karnevalsverein „Blau-Gelb“ 1993 e.V.
- Cheerleader Goldgrube e.V. – Gründung 1995[A 1]
- Möhnenverein Horchheim e.V. „Die Tollkühnen“ – Gründung 1997[A 1]
- KC „Platzpatronen“ Neuendorf e.V. – Gründung 1998
- „Boomer Ritter“ Brauchtums- und Karnevalsverein e.V. – Gründung 2001[A 1]
- K.G. Rot-Blau-Silber aus dem Herzen von Koblenz-Rauental e.V. – Gründung 2005[A 1][A 3] - aufgelöst 2010
- KG General von Aster e.V. gegr. 2007[A 1]
- Koblenzer NarrenbunT e.V. gegr. 2007 – Für Schwule, Lesben und Freunde
- Karnevals- und Freizeit-Korporation Schälsjer e.V. (KFK Schälsjer e. V.) – Gründung 2008[A 1]
- Ehrengarde der Stadt Koblenz e.V. – Gründung 2008[A 1]
- Karnevalsverein „moselweißer kleine“[A 1]
- Möhnenclub „Die Gemütlichen“ Arzheim e.V.
- Möhnenclub „Fidele Möhnen“ Rübenach e.V. -aufgelöst 2022
- Mühlentaler Carnevalclub MüCC
- KFK Schälsjer e.V. – Gründung 2008; Pfaffendorf & Pfaffendorfer Höhe oder einfach „Die Jecken von der schääl Säit!“[A 1]
- Koblenzer Karnevals-Club e.V. – gegr. 2015[A 1]
- Die Schwänscha vom Schwanenteich – Gründung 2017/2018
- Karnevalsclub Goldgruber Klömbcher e.V. – gegr. 2018
- KSV Bienhorntaler Pänz 2023 e.V.

1. 1 2 3 4 5 6 7 8 9 10 11 12 13 14 15 16 17 18 19 20 21 22 23 24 25 26 27 28 29 30 31 32 33 34 35 36 37 38 39 40 41 42 43 44 45 46  Mitgliedsverein in der Dachorganisation des Koblenzer Karnevals der AKK e.V.
2. ↑  (früher Närrisches Corps Blau-Weiß 360 e. V. Koblenz-Niederberg) Gründung im Jahr 1962 in Aachen – das Bataillon 360 der Bundeswehr wurde nach Koblenz verlegt
3. ↑  Vereinsauflösung im Herbst 2010

## Koblenzer Tollitäten(paare) 1824 bis 2025 – Besetzung
| Jahr          | Prinz Karneval                                                    | Dame Confluentia                                                        | Gesellschaft | Anmerkungen |
| 2025          | Prinz Lars vom Musselweißer Hamm (Lars Krämer)                    | Confluentia Kim (Kim Mühlen)                                            | KG Blau-Weiß Moselweiß e.V.                                                                                     | |
| 2024          | Prinz Dirk der Vollblut-Geck, mit Liebe zum Eck (Dirk Schmitt)    | Jenni (Jennifer Sauerborn)                                              | Arbeitsgemeinschaft Koblenzer Karneval e.V.                                                                     | |
| 2023          | Sven der Neuendorfer Garant für Frohsinn und Freud (Sven Alsbach) | Lisa (Lisa Kreuter)                                                     | KG „Rheinfreunde“ 1845 e.V. Koblenz-Neuendorf                                                                   | |
| 2022          | - ohne Prinz -                                                    | - ohne Confluentia -                                                    | | Aufgrund der Corona-Pandemie wurde nach Vorstellung der designierten Tollitäten die Session abgebrochen. |
| 2021          | - ohne Prinz -                                                    | - ohne Confluentia -                                                    | | Aufgrund der Corona-Pandemie wurde auf die närrischen Oberhäupter inform der Koblenzer Tollitäten verzichtet. |
| 2020          | Marco I. vom Geisbach (Marco Geisen)                              | Kim (Kim Oellig)                                                        | KG Funken „Rot-Weiß-Gold“ 1946 e.V., Koblenz-Metternich                                                         | |
| 2019          | Hubertus von Rhenus und Mosella (Hubertus Kleppel)                | Sabine (Sabine Helmes)                                                  | Große Koblenzer Karnevalsgesellschaft seit 1847 e.V.                                                            | |
| 2018          | Marcel der Flammende Niederberger (Marcel Müller)                 | Rebecca (Rebecca Fläschenträger)                                        | NC „Blau-Weiß“ e.V. Koblenz-Niederberg                                                                          | |
| 2017          | Christian dat Schängelche vom Musselstrand (Christian Johann)     | Kathi (Katharina Düro)                                                  | KKG Rot-Weiß-Grün „Kowelenzer Schängelcher“ 1922 e.V.                                                           | |
| 2016          | Frank von Güls am See (Frank Kreuter)                             | Melina (Melina Möhlich)                                                 | Gülser Husaren e.V.                                                                                             | |
| 2015          | Eric I. vom Närrischen Eck (Eric Eierstock)                       | Daniela (Daniela Urmetzer)                                              | Narrenzunft „Gelb-Rot“ 1937 Koblenz e.V.                                                                        | |
| 2014          | Markus I. vom Närrischen Circus Waschem (Markus Thiel)            | Gaby (Gaby Hoffmann)                                                    | Narren-Club Waschem 1986 e.V.                                                                                   | |
| 2013          | Peter der Große „der Märchenprinz von Kowelenz“ (Peter Ebeling)   | Christiane (Christiane Ebeling)                                         | Alt-Herren-Corps 1936 e.V.                                                                                      | |
| 2012          | Stefan von Fuge und Musik (Stefan Strunk)                         | Daniela (Daniela Illmer)                                                | KG „Rheinfreunde“ 1845 e.V. Koblenz-Neuendorf                                                                   | |
| 2011          | Udo der Buga-Prinz von Kowelenz (Udo Eulgem)                      | Susi(Susanne Elmers)                                                    | K.K. Funken „Rot-Weiß“ 1936 e.V.                                                                                | |
| 2010          | Marcus I. von Druck und Narretei (Marcus Perz)                    | Claudia (Claudia Probst)                                                | Große Koblenzer Karnevalsgesellschaft seit 1847 e.V.                                                            | |
| 2009          | Dieter der närrische Fuhrmann (Heinz-Dieter Balter)               | Verena (Verena Müller-Dötsch)                                           | KG Funken „Rot-Weiß-Gold“ 1946 e.V., Koblenz-Metternich                                                         | |
| 2008          | Bernd der närrische Niederberger (Bernd Müller)                   | Renate (Renate Martini)                                                 | NC „Blau-Weiß“ e.V. Koblenz-Niederberg                                                                          | |
| 2007          | Stephan I. vom Dähler Born (Stephan Otto)                         | Heike (Heike Cremer)                                                    | Dähler Narrenzunft „Bornskrug“ 1881 e.V.                                                                        | |
| 2006          | Sven I. dä Bäck vom Eck (Sven Holzmann)                           | Daniela (Daniela Merz-Balmes)                                           | Alt-Herren-Corps 1936 e.V.                                                                                      | |
| 2005          | Dirk I. der Layer Geck am Deutschen Eck (Dirk Kissel)             | Anja (Anja Kissel)                                                      | Verein der Heimatfreunde Lay e.V.                                                                               | |
| 2004          | Kurt I. von Mussel on Rhein (Kurt-Wilhelm Neulen)                 | Sandra (Sandra Aigner)                                                  | KKG Rot-Weiß-Grün „Kowelenzer Schängelcher“ 1922 e.V.                                                           | |
| 2003          | Frank I. von Tele und Vision (Frank Ackermann)                    | Tina (Christina Vulicevic)                                              | Narrenzunft „Gelb-Rot“ 1937 Koblenz e.V.                                                                        | |
| 2002          | Jupp vom Goldenen Euro (Hermann-Josef Bretz)                      | Jenny (Jenny Schreiber)                                                 | KC „Kapuzemänner“ Rot-Weiß 1968 e.V., Koblenz-Kesselheim                                                        | |
| 2001          | Franz Josef vom Spaß an der Freud (Franz-Josef Möhlich)           | Heike (Heike Piepiorka)                                                 | Gülser Husaren e.V.                                                                                             | |
| 2000          | Manfred der Neuendorfer Geck vom Zischke Eck (Manfred Tönnes)     | Andrea (Andrea Lettmann)                                                | KG „Rheinfreunde“ 1845 e.V. Koblenz-Neuendorf                                                                   | |
| 1999          | Olav I. von Feuer und Flamme (Olav Kullak)                        | Martina (Martina Bohr, geb.Wilhelmy)                                    | Lützeler Carnevals Verein 1974 e.V.                                                                             | |
| 1998          | Manfred I. der närrische Troubadour (Manfred Dötsch)              | Gabriele (Gabriele „Gaby“ Dötsch)                                       | KG Funken „Rot-Weiß-Gold“ 1946 e.V., Koblenz-Metternich                                                         | |
| 1997          | Dieter I. von der Großen (Dieter Lang)                            | Sandra (Sandra Diell)                                                   | Große Koblenzer Karnevalsgesellschaft seit 1847 e.V.                                                            | |
| 1996          | Jürgen der Luftikus (Jürgen Seith)                                | Elke (Elke Poss)                                                        | K.K. Funken „Rot-Weiß“ 1936 e.V.                                                                                | |
| 1995          | Felix der närrische Sonnesteiber (Felix Volk)                     | Yvonne (Yvonne Fischer)                                                 | NC „Blau-Weiß“ e.V. Koblenz-Niederberg                                                                          | |
| 1994          | Michael I. (Michael Hörter)                                       | Karin (Karin Jost)                                                      | Arbeitsgemeinschaft Koblenzer Karneval e.V.                                                                     | |
| 1993          | Ed der närrische Dähler (Heinz-Eduard „Ed“ Casel)                 | Monika (Monika Kräber)                                                  | Dähler Narrenzunft Bornskrug 1881 e.V.                                                                          | |
| 1992          | Detlef vom Fliesen-Eck (Detlef Börner)                            | Hanne (Hanne Draser-Martin)                                             | Alt-Herren-Corps 1936 e.V.                                                                                      | Aufgrund des Ersten Golfkrieges fiel Karneval 1991 aus, so dass die Tollitäten nochmals 1992 Prinz und Confluentia verkörpern durften.                                                                                                 |
| 1991          | Detlef vom Fliesen-Eck (Detlef Börner)                            | Hanne (Hanne Draser-Martin)                                             | Alt-Herren-Corps 1936 e.V.                                                                                      | |
| 1990          | Otto I. vom Königlichen Bach (Otto Galla)                         | Elke (Elke Dott)                                                        | KC „Kapuzemänner“ Rot-Weiß 1968 e.V., Koblenz-Kesselheim                                                        | |
| 1989          | Detlef von Gulisa (Detlef Koenitz)                                | Sylvia (Sylvia Möhlich)                                                 | Gülser Husaren e.V.                                                                                             | |
| 1988          | Rigo der närrische Flößer (Rigobert „Rigo“ Scherf)                | Monika (Monika Baulig)                                                  | KG „Rheinfreunde“ 1845 e.V. Koblenz-Neuendorf                                                                   | |
| 1987          | Claus I. vom Narrenschiff (Claus Hünermann)                       | Anke (Anke Valerius)                                                    | Narrenzunft „Gelb-Rot“ 1937 Koblenz e.V.                                                                        | |
| 1986          | Dieter von der magischen Feder (Dieter Buslau)                    | Winnie (Malwine „Winnie“ Buslau)                                        | K.K. Funken „Rot-Weiß“ 1936 e.V.                                                                                | |
| 1985          | Bernd I. vom Hoschemer Käs (Bernd Poth)                           | Michaele (Michaele Wirtz)                                               | Horchheimer Carneval Verein 1952 e.V.                                                                           | |
| 1984          | Wolfgang I. der närrische Schängel (Wolfgang Hartung)             | Maria (Maria Bachmann)                                                  | KKG Rot-Weiß-Grün „Kowelenzer Schängelcher“ 1922 e.V.                                                           | |
| 1983          | Heinz vom Neuendorfer Eck (Heinz Kölsch)                          | Brigitte (Brigitte Rumpler)                                             | KG „Rheinfreunde“ 1845 e.V. Koblenz-Neuendorf                                                                   | |
| 1982          | Friedhelm I. von Metternich (Friedhelm Pieper)                    | Ute (Ute Hommen)                                                        | KG Funken „Rot-Weiß-Gold“ 1946 e.V., Koblenz-Metternich                                                         | |
| 1981          | Rudi vom Dahl (Rudolf Schmidt)                                    | Agnes vom sprudelnden Born (Agnes Klöckner)                             | Dähler Narrenzunft Bornskrug 1881 e.V.                                                                          | |
| 1980          | Paul von Zitz on Zores (Paul Draser)                              | Ingeborg (Ingeborg Eitel)                                               | Alt-Herren-Corps 1936 e.V.                                                                                      | |
| 1979          | Adi I. vom Feurigen Brenner (Adi Dommermuth)                      | Petra (Petra Wankelmuth)                                                | KC „Kapuzemänner“ Rot-Weiß 1968 e.V., Koblenz-Kesselheim                                                        | |
| 1978          | Gerd vom Goldenen Schlüssel (Gerd Kesseler)                       | Doris (Doris Tingelhoff)                                                | Große Koblenzer Karnevalsgesellschaft seit 1847 e.V.                                                            | |
| 1977          | Walter vom Blumeneck (Walter Dahmen)                              | Edith (Edith Hoernchen)                                                 | Narrenzunft „Gelb-Rot“ 1937 Koblenz e.V.                                                                        | |
| 1976          | Heinz vom Goldenen Humor (Heinz Grindel)                          | Christa (Christa Welling)                                               | K.K. Funken „Rot-Weiß“ 1936 e.V.                                                                                | |
| 1975          | Hans-Hugo vom Schängel Humpen (Hans-Hugo Legrand)                 | Ellen (Ellen Legrand)                                                   | KG „Rheinfreunde“ 1845 e.V. Koblenz-Neuendorf                                                                   | |
| 1974          | Hubert II. der närrische Musketier (Hubert Mutsch)                | Helga (Helga Poqué)                                                     | NC 360 „Blau-Weiß“ e.V. Koblenz-Niederberg                                                                      | |
| 1973          | Toni I. von Hot Gun Western City (Toni Lötschert)                 | Anneliese (Anneliese Fischer)                                           | KKG Rot-Weiß-Grün Kowelenzer Schängelcher 1922 e.V.                                                             | |
| 1972          | Werner II. vom Königlichen Bach (Werner Apelt)                    | Ilona (Ilona Poque)                                                     | KG „Rheinfreunde“ 1845 e.V. Koblenz-Neuendorf                                                                   | |
| 1971          | August I. von der Eul´ (August Doetsch)                           | Marie-Luise (Marie-Luise Kohns)                                         | KG Funken „Rot-Weiß-Gold“ 1946 e.V., Koblenz-Metternich                                                         | |
| 1970          | Hans vom Goldenen Eck (Hans Heuchemer)                            | Anneliese (Anneliese Löhr)                                              | Große Koblenzer Karnevalsgesellschaft seit 1847 e.V. (P) & K.K. Funken „Rot-Weiß“ 1936 e.V. (C)                 | |
| 1969          | Heinz III. vom närrischen Zirkel (Heinz Mann)                     | Anneliese (Anneliese Kraemer)                                           | Alt-Herren-Corps 1936 e.V. (P) & K.K. Funken „Rot-Weiß“ 1936 e.V. (C)                                           | |
| 1968          | Peter II. von der Großen (Peter Dommermuth)                       | Hilde (Hilde Diefenbeck)                                                | Große Koblenzer Karnevalsgesellschaft seit 1847 e.V. (P) & K.K. Funken „Rot-Weiß“ 1936 e.V. (C)                 | |
| 1967          | Günter I. von Telex und Postalien (Günter Lonz)                   | Hanni (Johanna „Hanni“ Kratz-Kluth)                                     | Narrenzunft „Gelb-Rot“ 1937 Koblenz e.V. (P) & K.K. Funken „Rot-Weiß“ 1936 e.V. (C)                             | |
| 1966          | Ortwin I. vom edlen Sekt (Ortwin Seidler)                         | Otti (Ottilie„Otti“ Grindel)                                            | KG „Blau-Weiß-Gold“ Lützel (P) & K.K. Funken „Rot-Weiß“ 1936 e.V. (C)                                           | |
| 1965          | Rudi I. von der Großen Koblenzer (Rudi Reinhardt)                 | Ria (Maria „Ria“ Wörsdörfer)                                            | Große Koblenzer Karnevalsgesellschaft seit 1847 e.V. (P) & K.K. Funken „Rot-Weiß“ 1936 e.V. (C)                 | |
| 1964          | - ohne Prinz -                                                    | Margarete (Margarete Staudach) – zugleich erste weibliche Confluentia – | K.K. Funken „Rot-Weiß“ 1936 e.V.                                                                                | |
| 1963          | Helmut I. der närrische Postillon (Helmut Queng)                  | –                                                                       | KKG Rot-Weiß-Grün Kowelenzer Schängelcher 1922 e.V.                                                             | Aufgrund der Hochwasserkatastrophe in Hamburg 1962 konnte Prinz „Helmut I.“ nicht den Höhepunkt einer jeden Session, den Rosenmontagszug, genießen. Daraufhin wurde er in der Session 1963 nochmals als Koblenzer Prinz inthronisiert. |
| 1962          | Helmut I. der närrische Postillon (Helmut Queng)                  | –                                                                       | Narrenzunft „Gelb-Rot“ 1937 Koblenz e.V.                                                                        | |
| 1961          | Gerd I. von Tex und Til (Gerhard Lütke)                           | –                                                                       | Alt-Herren-Corps 1936 e.V.                                                                                      | |
| 1960          | Heinz der Maler (Heinz Kassung)                                   | –                                                                       | K.K. Funken „Rot-Weiß“ 1936 e.V.                                                                                | |
| 1959          | Wienand I. (Wienand Jechel)                                       | Paula (Paul Blaumeiser) – erste und einzige männliche Confluentia       | nur für den Katholischen Leseverein Koblenz e.V. (P) & Große Koblenzer Karnevalsgesellschaft seit 1847 e.V. (C) | |
| 1958          | Hubert I. zum närrischen Jagen (Hubert Orel)                      |                                                                         | Große Koblenzer Karnevalsgesellschaft seit 1847 e.V.                                                            | |
| 1957          | Walter II. vom Goldenen Posthorn (Walter Gorges)                  |                                                                         | Narrenzunft „Gelb-Rot“ 1937 Koblenz e.V.                                                                        | |
| 1956          | Paul I. vom überschäumenden Humpen (Paul Blaumeiser)              |                                                                         | Große Koblenzer Karnevalsgesellschaft seit 1847 e.V.                                                            | |
| 1955          | Heini der Racker (Heinrich Michiels)                              |                                                                         | Große Koblenzer Karnevalsgesellschaft seit 1847 e.V.                                                            | |
| 1954          | Heinrich II. von der Farbenpracht (Heinrich Zirwes)               |                                                                         | Große Koblenzer Karnevalsgesellschaft seit 1847 e.V.                                                            | |
| 1953          | Jupp von Hobelspan (Jupp Dommermuth)                              |                                                                         | Große Koblenzer Karnevalsgesellschaft seit 1847 e.V.                                                            | |
| 1952          | Werner im Glück (Werner Kratz)                                    |                                                                         | K.K. Funken „Rot-Weiß“ 1936 e.V.                                                                                | |
| 1951          | Peter I. von Schiefenstein. (Peter Seelig)                        |                                                                         | KG „Blau-Weiß“                                                                                                  | |
| 1950          | Heinz von Uhranien (Heinz Brüning)                                |                                                                         | Alt-Herren-Corps 1936 e.V.                                                                                      | |
| 1949          | Walter I. – Prinzenstatthalter (Walter Dassel)                    |                                                                         | Große Koblenzer Karnevalsgesellschaft seit 1847 e.V.                                                            | |
| 1948 bis 1940 | - ohne Prinz -                                                    |                                                                         | | keine Prinzengestellungen während des Zweiten Weltkrieges und der Nachkriegszeit |
| 1939          | Jupp dä Flohribus (Jupp Flohr)                                    |                                                                         | Große Koblenzer Karnevalsgesellschaft seit 1847 e.V.                                                            | |
| 1938          | Jupp von Tubendorf (Josef Schneider)                              |                                                                         | ? | |
| 1937          | Johannes von der Ley (Johannes Ebertz)                            |                                                                         | ? | |
| 1936          | Willy von Lescrinesien (Willy Lescriner)                          |                                                                         | ? | |
| 1935          | Adolf I. von und zu Egerstein (Adolf Eger)                        |                                                                         | ? | |
| 1934          | Johannes von der Unionburg (Johannes Dahm)                        |                                                                         | ? | |
| 1933 bis 1915 | - ohne Prinz -                                                    |                                                                         | | keine Prinzengestellungen nach dem Ersten Weltkrieg |
| 1914          | Heinrich Siegfried (Heinrich Siegfried)                           |                                                                         | ? | |
| 1913          | - ohne Prinz -                                                    |                                                                         | | |
| 1912          | Franz II. von der Löhr (Franz Gaß)                                |                                                                         | ? | |
| 1911 bis 1905 | - ohne Prinz -                                                    |                                                                         | | |
| 1904          | Willy (Willy Wilson)                                              |                                                                         | ? | |
| 1903          | - ohne Prinz -                                                    |                                                                         | | |
| 1902          | Willy II. von und zu Stollwerkshausen (Willy Stollewerk)          |                                                                         | ? | |
| 1901          | Wilhelm (Wilhelm Reinhardt)                                       |                                                                         | ? | |
| 1900          | Peter III. (Peter Schottler)                                      |                                                                         | Neue Coblenzer Carnevals-Gesellschaft                                                                           | |
| 1899          | Jakob I. Knuff von Knuffenstein (Jakob Knuffmann)                 |                                                                         | ? | |
| 1898          | Josef (Josef Dietz)                                               |                                                                         | ? | |
| 1897          | ? (Engelbert Marmann)                                             |                                                                         | ? | |
| 1896          | - unbekannt -                                                     |                                                                         | ? | |
| 1895          | ? (Jean Creusen)                                                  |                                                                         | ? | |
| 1894          | - unbekannt -                                                     |                                                                         | ? | |
| 1893          | ? (Georg Dienz)                                                   |                                                                         | ? | |
| 1892          | - unbekannt -                                                     |                                                                         | ? | |
| 1891          | ? (Heinrich Krämer)                                               |                                                                         | ? | |
| 1890          | - unbekannt -                                                     |                                                                         | ? | |
| 1889          | ? (Alexander Mathis)                                              |                                                                         | ? | |
| 1888          | - unbekannt -                                                     |                                                                         | ? | |
| 1887          | ? (Jakob Meerbach)                                                |                                                                         | ? | |
| 1879 bis 1886 | - unbekannt -                                                     |                                                                         | ? | |
| 1878          | ? (Lorenz Delvaux)                                                |                                                                         | ? | |
| 1877          | ? (Ernst Linde)                                                   |                                                                         | ? | |
| 1876          | ? (Ernst Linde)                                                   |                                                                         | ? | |
| 1875          | ? (Wilhelm Erlemann)                                              |                                                                         | ? | |
| 1874          | ? (Johann Leger und Franz Krumm)                                  |                                                                         | ? | |
| 1873          | ? (Peter Ledosquet)                                               |                                                                         | ? | |
| 1872          | ? (Georg Rittel)                                                  |                                                                         | ? | |
| 1871          | - unbekannt -                                                     |                                                                         | ? | |
| 1870          | ? (? Fellinger)                                                   |                                                                         | ? | |
| 1869          | ? (Josef Hackenbruch)                                             |                                                                         | ? | |
| 1868          | - unbekannt -                                                     |                                                                         | ? | |
| 1867          | - unbekannt -                                                     |                                                                         | ? | |
| 1866          | ? (Willy Schmidt)                                                 |                                                                         | ? | |
| 1865          | - unbekannt -                                                     |                                                                         | ? | |
| 1864          | - unbekannt -                                                     |                                                                         | ? | |
| 1863          | ? (? Bläser)                                                      |                                                                         | ? | |
| 1862          | - unbekannt -                                                     |                                                                         | ? | |
| 1861          | - unbekannt -                                                     |                                                                         | ? | |
| 1860          | ? (Josef Kröll)                                                   |                                                                         | ? | |
| 1859          | ? (Peter Pener)                                                   |                                                                         | ? | |
| 1846 bis 1858 | - unbekannt -                                                     |                                                                         | ? | |
| 1845          | ? (Heinrich Vollkommen)                                           |                                                                         | Blumenkörbchen                                                                                                  | |
| 1844          | ? (Franz Saffenreuter)                                            |                                                                         | Courant | |
| 1843          | ? (J. Marhöfer)                                                   |                                                                         | ? | |
| 1839 bis 1842 | - unbekannt -                                                     |                                                                         | ? | |
| 1838          | ? (Jakob Lehnen)                                                  |                                                                         | ? | |
| 1830 bis 1837 | ???                                                               |                                                                         | ? | |
| 1827 bis 1829 | - unbekannt -                                                     |                                                                         | ? | Die Persönlichkeiten, die in diesen Jahren den Prinz Karneval in Koblenz verkörperten, sind nicht zu ermitteln. Lediglich, dass es in den Jahren 1827, 1828 und 1829 jeweils einen Prinzen gab, ist überliefert.                       |

## Kinderprinzenpaare aus Neuendorf/Wallersheim 1964 bis 2021 – Besetzung
| Jahr | Prinz                 | Gesellschaft                              | Prinzessin          | Gesellschaft                              | Bemerkung |
| 2023 | Jonathan Düro         | Möhnenverein Fidele Mädcher Wallersheim   | Julia Kunefal       | Möhnenverein Fidele Mädcher Wallersheim   | |
| 2022 | - ohne Prinz -        |                                           | - ohne Prinzessin - |                                           | Aufgrund der Corona-Pandemie wurde von vornherein auf die närrischen Oberhäupter inform der Koblenzer Tollitäten verzichtet. |
| 2021 | - ohne Prinz -        |                                           | - ohne Prinzessin - |                                           | Aufgrund der Corona-Pandemie wurde von vornherein auf die närrischen Oberhäupter inform der Koblenzer Tollitäten verzichtet. |
| 2020 | Felix Reinhardt       | KG Rheinfreunde                           | Chantal Panus       | KG Rheinfreunde                           | |
| 2019 | Tyler Theren          | Möhnenverein Fidele Mädcher Wallersheim   | Kim Rommersbach     | Möhnenverein Fidele Mädcher Wallersheim   | |
| 2018 | Jan van Brakel        | KG Rheinfreunde                           | Anna Sophie Müller  | KG Rheinfreunde                           | |
| 2017 | Christian Pesch       | KG Rheinfreunde                           | Tiana Franz         | KG Rheinfreunde                           | |
| 2016 | Justus Brahm          | Möhnenverein Fidele Mädcher Wallersheim   | Aylin Köleoglu      | Möhnenverein Fidele Mädcher Wallersheim   | |
| 2015 | Jonas van Brakel      | KG Rheinfreunde                           | Laura Nova Müller   | KG Rheinfreunde                           | |
| 2014 | Timon Thiel           | Möhnenverein Fidele Mädcher Wallersheim   | Melissa Abay        | Möhnenverein Fidele Mädcher Wallersheim   | |
| 2013 | Yannick Niebauer      | KG Rheinfreunde                           | Lea Rohm            | KG Rheinfreunde                           | |
| 2012 | Marco Müller          | Möhnenverein Fidele Mädcher Wallersheim   | Lena Adams          | Möhnenverein Fidele Mädcher Wallersheim   | |
| 2011 | Ernst Alexander Knopp | Möhnenverein Fidele Mädcher Wallersheim   | Ornella Di Napoli   | Möhnenverein Fidele Mädcher Wallersheim   | |
| 2010 | Moritz Gerharz        | KG Rheinfreunde                           | Lisa Hermann        | KG Rheinfreunde                           | |
| 2009 | Maximilian Bersch     | Möhnenverein Fidele Mädcher Wallersheim   | Mara Hansen         | Möhnenverein Fidele Mädcher Wallersheim   | |
| 2008 | Marius Flicka         | KG Rheinfreunde                           | Nadine Meyer        | KG Rheinfreunde                           | |
| 2007 | Alexander Weber       | Möhnenverein Fidele Mädcher Wallersheim   | Sina Moller         | Möhnenverein Fidele Mädcher Wallersheim   | |
| 2006 | Dorian Crecelius      | KG Rheinfreunde                           | Myriam Hilfenhaus   | KG Rheinfreunde                           | |
| 2005 | Dominik Neckenig      | Möhnenverein Fidele Mädcher Wallersheim   | Annalena Näckel     | Möhnenverein Fidele Mädcher Wallersheim   | |
| 2004 | Jakob Eich            | KG Rheinfreunde                           | Michelle Simon      | KG Rheinfreunde                           | |
| 2003 | Raphael Marquart      | Möhnenverein Fidele Mädcher Wallersheim   | Manuela Marquart    | Möhnenverein Fidele Mädcher Wallersheim   | |
| 2002 | Manuel Goldberg       | Möhnenverein Fidele Mädcher Wallersheim   | Lisa Staaden        | Möhnenverein Fidele Mädcher Wallersheim   | |
| 2001 | Kevin Heininger       | KG Rheinfreunde                           | Jennifer Simon      | KG Rheinfreunde                           | |
| 2000 | Daniel Theren         | Möhnenverein Fidele Mädcher Wallersheim   | Michelle Goldberg   | Möhnenverein Fidele Mädcher Wallersheim   | |
| 1999 | Partick Hörning       | KG Rheinfreunde                           | Sabrina Fichtenkamp | KG Rheinfreunde                           | |
| 1998 | Julian Goldberg       | Möhnenverein Fidele Mädcher Wallersheim   | Nadine Gaus         | Möhnenverein Fidele Mädcher Wallersheim   | |
| 1997 | Sascha Lettmann       | KG Rheinfreunde                           | Janina Schäfer      | KG Rheinfreunde                           | |
| 1996 | Alexander Erwen       | Möhnenverein Fidele Mädcher Wallersheim   | Nadine Mondorf      | Möhnenverein Fidele Mädcher Wallersheim   | |
| 1995 | Marco Bastian         | KG Rheinfreunde                           | Jessica Müller      | KG Rheinfreunde                           | |
| 1994 | Andreas Erwen         | Möhnenverein Fidele Mädcher Wallersheim   | Julia Goldberg      | Möhnenverein Fidele Mädcher Wallersheim   | |
| 1993 | Manuel Preuss         | KG Rheinfreunde                           | Heike Adler         | KG Rheinfreunde                           | |
| 1992 | Andreas Hungerberg    | Möhnenverein Fidele Mädcher Wallersheim   | Melanie Schuth      | Möhnenverein Fidele Mädcher Wallersheim   | |
| 1991 | - ohne Prinz -        |                                           | - ohne Prinzessin - |                                           | Aufgrund des Ersten Golfkrieges fiel Karneval 1991 aus                                                                       |
| 1990 | Patrick Britz         | KG Rheinfreunde                           | Verena Poppe        | KG Rheinfreunde                           | |
| 1989 | Sven Lembgen          | KG Rheinfreunde                           | Yvonne Hommen       | KG Rheinfreunde                           | |
| 1988 | Tim Schitkowski       | Möhnenverein Fidele Mädcher Wallersheim   | Sandra Franken      | Möhnenverein Fidele Mädcher Wallersheim   | |
| 1987 | Guido Jung            | Möhnenverein Fidele Mädcher Wallersheim   | Sabine Tönnes       | Möhnenverein Fidele Mädcher Wallersheim   | |
| 1986 | Thomas Castor         | KG Rheinfreunde                           | Ursula Dziallas     | KG Rheinfreunde                           | |
| 1985 | Roland Rommersbach    | Möhnenverein Fidele Mädcher Wallersheim   | Christine Hommer    | Möhnenverein Fidele Mädcher Wallersheim   | |
| 1984 | Roland ?              | Möhnenverein Fidele Mädcher Wallersheim ? | Christine ?         | Möhnenverein Fidele Mädcher Wallersheim ? | |
| 1983 | Guido Schäfer         | Möhnenverein Fidele Mädcher Wallersheim   | Nicole Elsbecker    | Möhnenverein Fidele Mädcher Wallersheim   | |
| 1982 | Rüdiger Castor        | KG Rheinfreunde                           | Patricia Lukas      | KG Rheinfreunde                           | |
| 1981 | Elmar Nieden          | Möhnenverein Fidele Mädcher Wallersheim   | Ulrike Schäfer      | Möhneneverein Fidele Mädcher Wallersheim  | |
| 1980 | Ivo Schmelzer         | KG Rheinfreunde                           | Stefanie Scherf     | KG Rheinfreunde                           | |
| 1979 | Thomas Rauschenberg   | Möhnenverein Fidele Mädcher Wallersheim   | Michaela Müller     | Möhnenverein Fidele Mädcher Wallersheim   | |
| 1978 | Ralf Pothoff          | KG Rheinfreunde                           | Andrea Dötsch       | KG Rheinfreunde                           | |
| 1977 | Guido Dettlaff        | Möhnenverein Fidele Mädcher Wallersheim   | Gabi Nieden         | Möhnenverein Fidele Mädcher Wallersheim   | |
| 1976 | Andreas Bilo          | KG Rheinfreunde                           | Claudia Dziallas    | KG Rheinfreunde                           | |
| 1975 | Michael Becker        | Möhnenverein Fidele Mädcher Wallersheim   | Michaela Goldberg   | Möhnenverein Fidele Mädcher Wallersheim   | |
| 1974 | Hubert Tönnes         | Möhnenverein Fidele Mädcher Wallersheim   | Rita Schaft         | Möhnenverein Fidele Mädcher Wallersheim   | |
| 1973 | Hans-Jürgen Buhlmann  | KG Rheinfreunde                           | Carmen Eilens       | KG Rheinfreunde                           | |
| 1972 | Helmut Theren         | Möhnenverein Fidele Mädcher Wallersheim   | Brigitte Schüller   | Möhnenverein Fidele Mädcher Wallersheim   | |
| 1971 | Dieter Hansen         | KG Rheinfreunde                           | Elke Goldberg       | Möhnenverein Fidele Mädcher Wallersheim   | |
| 1970 | Horst Theren          | Möhnenverein Fidele Mädcher Wallersheim   | Doris Hammer        | KG Rheinfreunde                           | |
| 1969 | Hans Richter          | KG Rheinfreunde                           | Renate Bürger       | Möhnenverein Fidele Mädcher Wallersheim   | |
| 1968 | Jürgen Sesterhenn     | Möhnenverein Fidele Mädcher Wallersheim   | Ulla Frießner       | KG Rheinfreunde                           | |
| 1967 | Rüdiger Klasen        | KG Rheinfreunde                           | Karin Ower          | Möhnenverein Fidele Mädcher Wallersheim   | |
| 1966 | Jürgen Stark          | KG Rheinfreunde                           | Karín Schüller      | Möhnenverein Fidele Mädcher Wallersheim   | |
| 1965 | Jürgen Stark          | KG Rheinfreunde                           | Karín Schüller      | Möhnenverein Fidele Mädcher Wallersheim   | |
| 1964 | Horst Leyendecker     | KG Rheinfreunde                           | Isabell Frommer     | Möhnenverein Fidele Mädcher Wallersheim   | |

## Koblenz närrische Parolen (Sessionsmottos) von 1824 bis 2012
| Jahr          | Motto                                                                        |
| ------------- | ---------------------------------------------------------------------------- |
| 1824 bis 1973 | unbekannt oder kein Motto ausgerufen                                         |
| 1974 bis 2005 | „Alles Geck am Deutschen Eck“                                                |
| 2006          | „Vom Sofa runner metgemacht, Olau mir feire Faasenacht“                      |
| 2007          | „Faasenacht an Mussel on Rhäin: Sorje vergesse, närrisch sein!“              |
| 2008          | „Kowelenz dat Herz der Welt, an Faasenacht zusamme hält“                     |
| 2009          | „Zusamme in Kowelenz Faasenacht erlewe, im Leewe kann et nix Schöneres gewe“ |
| 2010 bis 2011 | es wurde kein Motto ausgerufen                                               |
| 2012          | „Mit dem Herz am rechten Fleck – Karneval am Deutschen Eck“                  |
| 2014          | „Echter Schängelkarneval verbindet Narren überall“                           |